# Transports en commun de Vichy
Les transports en commun de Vichy, et plus généralement de la communauté d'agglomération Vichy Communauté, sont organisés en plusieurs modes : urbain (réseau de bus MobiVie), interurbain (réseaux gérés par la région Auvergne-Rhône-Alpes), ferroviaire (gares de Vichy et, en périphérie, de Saint-Germain-des-Fossés), aérien (aéroport de Vichy-Charmeil) et fluvial (navette reliant les deux rives de l'Allier).
En tant qu'autorité organisatrice de la mobilité, Vichy Communauté exerce de plein droit la compétence « organisation de la mobilité » au titre de l'aménagement de l'espace communautaire.

## Généralités
Les transports en commun sont assurés par la communauté d'agglomération Vichy Communauté sur l'ensemble de son périmètre, à titre obligatoire pour le transport public urbain et à titre facultatif pour le transport à la demande.
Il existe deux pôles d'échanges intermodaux dans l'agglomération :
- autour de la gare de Vichy, inauguré le 26 juin 2009 avec la fin des travaux de la gare et son parvis, puis en 2014 avec l'entrée en vigueur d'un service de location de vélos ; il permet des correspondances entre le train, les autocars interurbains désormais gérés par la région Auvergne-Rhône-Alpes, les taxis et les vélos ;
- dans le centre de Cusset, inauguré le 27 novembre 2018.

L'offre de transports en commun dans l'agglomération se compose, entre autres :
- d'un réseau de transport urbain (MobiVie) desservant six communes autour de Vichy ;
- d'une ligne de transport interurbain desservant la montagne bourbonnaise (la ligne F du réseau Trans'Allier cédée à l'agglomération), desservant Molles, La Chapelle (Le Pouthier), Le Mayet-de-Montagne et Châtel-Montagne, et, à la demande, Arronnes, Ferrières-sur-Sichon, Laprugne et Lavoine[VC 3] ;
- de trois services de transport à la demande :
  - MobiVie sur mesure, service complémentaire au réseau urbain pour la desserte des quartiers des communes desservies par au moins une ligne de bus ainsi que les dessertes de soirée vers la gare SNCF et le stade aquatique,
  - Mobival, service non lié au réseau urbain opérationnel sur 24 communes (les 23 de l'ancienne communauté d'agglomération de Vichy Val d'Allier plus la commune de Saint-Pont)[VC 4], les quinze communes de l'ancienne communauté de communes de la Montagne bourbonnaise ont leur propre réseau[VC 3],
  - Mobil'hand, service non lié au réseau urbain pour les personnes en situation de handicap[VC 5].

## Réseau urbain: MobiVie
Le réseau urbain MobiVie dessert six communes : Abrest, Bellerive-sur-Allier, Creuzier-le-Vieux, Cusset, Hauterive et Vichy. Son exploitation est confiée à Transdev depuis le 1er septembre 2018.
Il est complété par un service de transport à la demande, MobiVie sur mesure, ainsi que deux autres services communautaires couvrant toute la communauté d'agglomération : Mobival et Mobil'hand.

### Histoire

#### Le tramway (1895-1927)
En 1895, un service de tramway à air comprimé (système Mékarski) fut proposé reliant Vichy à Cusset. Ce service ne dure que 32 années : en 1927, l'électrification a été refusée ce qui a conduit à un remplacement par un service de bus, exploité par la même compagnie jusqu'en 1946.
Peu de sources existent sur la période de 1946 à 1984.

#### Le réseau Bus Inter (1984-2010)
Le syndicat intercommunal des transports de l'agglomération de Vichy (SITCAV) gérait le réseau Bus Inter, qui s'étendait sur cinq communes (Vichy, Abrest, Bellerive-sur-Allier, Creuzier-le-Vieux et Cusset).
Le SIVOM Vichy-Cusset-Bellerive a délégué l'exploitation du réseau Bus Inter en 1984. Le contrat est renouvelé tous les douze ans. Il se substitue au syndicat intercommunal des transports en commun de l'agglomération vichyssoise (SITCAV) par arrêté préfectoral du 5 avril 1996, lequel reconduit la délégation à la société Bus Inter le 16 avril 1996. Le syndicat est compétent sur le transport de personnes dans les communes de Bellerive-sur-Allier, de Creuzier-le-Vieux, de Cusset et de Vichy. Abrest rejoint les quatre communes par arrêté préfectoral du 27 juin 1996 avec effet au 1er août.
Le SITCAV est dissous le 31 décembre 2000 au profit de la communauté d'agglomération qui acquiert la compétence transport. Le versement transport, jusqu'alors applicable dans les cinq communes précitées, s'étend à l'ensemble des communes de la communauté d'agglomération depuis le 1er juillet 2001.

Logo de Bus Inter de 1994 à 2006.
Logo de Bus Inter de 2006 à 2010.

##### De 1984 à 1994
Le premier réseau urbain moderne fut créé en 1984 sous le nom Bus Inter. Il se composait alors de quatre lignes numérotées de 1 à 4 et desservait les communes d'Abrest, de Bellerive-sur-Allier, de Creuzier-le-Vieux, de Cusset et de Vichy.
| Ligne | Parcours                                                                                   | Fréquence |
| ----- | ------------------------------------------------------------------------------------------ | --------- |
| 1     | (Creuzier-le-Vieux) – Chantegrelet – Charles de Gaulle Poste – Sécurité Sociale – (Abrest) | 30 min    |
| 2     | (Boutiron) – Collège Jules-Ferry – Gare SNCF – Côte Saint-Amand                            | 20 min    |
| 3     | Charles de Gaulle Poste – Les Graves – Cusset - Centre des Impôts                          | 30 min    |
| 4     | Mairie de Bellerive/Chantemerle – Charles de Gaulle Poste – Cusset Jean Moulin             | 30 min    |

##### De 1994 à 2001
Le réseau s'est moyennement développé entre 1984 et 1994. Une nouvelle ligne est créée en 1994 mais la desserte d'Abrest est supprimée. L'identité visuelle évolue à la même époque et reste identique jusqu'en 2006.
| Ligne | Parcours | Fréquence |
| ----- | --- | --------- |
| 1     | (Creuzier-le-Vieux/La Viala) – Chantegrelet – Charles de Gaulle Poste – Les Bourins – (Croix Saint-Martin/Côte Saint-Amand) | 30 min    |
| 2     | (Boutiron) – Collège Jules Ferry – Gare SNCF – Côte Saint-Amand                                                             | 20 min    |
| 3     | Super Bellerive – Mairie de Bellerive – Charles de Gaulle Bellerive                                                         | 1 h       |
| 4     | Mairie de Bellerive – Charles de Gaulle Poste – Cusset Meunière                                                             | 30 min    |
| 5     | Les Graves – Charles de Gaulle Poste – Champcourt/Gouttebel                                                                 | 30 min    |

##### De 2001 à 2006: un réseau inefficace
Le réseau continue de se développer jusqu'à compter neuf lignes indicées de 1 à 9 et dessert les communes d'Abrest, de Bellerive-sur-Allier, de Creuzier-le-Vieux, de Cusset et de Vichy comme à sa création.
| Ligne | Parcours | Fréquence                   |
| ----- | --- | --------------------------- |
| 1     | (Creuzier-le-Vieux/La Viala) – Chantegrelet – Charles de Gaulle Poste – Les Bourins – (Croix Saint-Martin/Côte Saint-Amand) | 30 min                      |
| 2     | (Boutiron) – Collège Jules Ferry – Gare SNCF – Côte Saint-Amand                                                             | 20 min                      |
| 3     | Super Bellerive – Mairie de Bellerive – Charles de Gaulle Bellerive                                                         | 1 h                         |
| 4     | Mairie de Bellerive – Charles de Gaulle Poste – Cusset Meunière                                                             | 30 min                      |
| 5     | Les Graves – Charles de Gaulle Poste – Champcourt                                                                           | 30 min                      |
| 6     | Gare SNCF – Mairie d'Abrest                                                                                                 | 8 A/R                       |
| 7     | Gare SNCF – Charles de Gaulle Poste – La Tour d'Abrest                                                                      | 5 A/R                       |
| 8     | Cusset Centre – Maison Communale Crépin                                                                                     | 4 A/R Les mardis et samedis |
| 9     | Victoire Bibliothèque – Cusset Centre – Les Peupliers/Les Bourses                                                           | N.C.                        |

Comparé aux réseaux de moins de 100 000 habitants, le réseau Bus Inter de 2001 possédait plusieurs inconvénients, tels qu'une offre kilométrique insuffisante, avec une moyenne de 13,7 km par habitant (contre 18,1 km), une faible fréquentation (26 voyages par habitant contre 45), un réseau difficilement lisible dû à la complexité des lignes, ou encore une faible vitesse commerciale.
Selon un document de 2007 de la chambre régionale des comptes d'Auvergne, le réseau, long de 49 kilomètres, était le plus court d'Auvergne. La société exploitant le réseau comptait 44 salariés, dont 34 conducteurs,.
Le réseau a enregistré deux millions de voyages et les bus ont parcouru 768 000 km.

##### 2006: un réseau amélioré
Une étude sur la réorganisation du réseau Bus Inter commandée par la communauté d'agglomération s'est achevée en août 2002. Elle a pour but de rendre le réseau plus cohérent pour une meilleure lisibilité du réseau et d'améliorer la rapidité du service. Cette réorganisation a, sur cette base, été votée par l'assemblée communautaire le 23 février 2006 et prévoit plusieurs améliorations en matière d'attractivité et d'offre : accroissement de la vitesse commerciale et de la fréquence, suppression de la ligne 8 et passage de la ligne 3 à Vichy.
Le nouveau réseau est mis en service le 2 octobre 2006. L'identité visuelle du réseau a été repensée par la même occasion, avec la création d'un nouveau logo. Le réseau dispose alors de sept lignes (numérotées de 1 à 7), circulant du lundi au samedi, ainsi qu'un service dimanches et fêtes reprenant le tracé de deux lignes,. Le réseau a été modifié comme suit :
- La ligne 1 reprend la desserte de la ligne 6 qui disparaît et abandonne la desserte de la Viala et de Côte Saint-Amand, la fréquence reste identique.
- La ligne 2 est prolongée de Boutiron à Vichy-Rhue et de l'autre côté reprend les arrêts du 1 à la Côte Saint-Amand, la fréquence reste identique.
- La ligne 3 est modifiée afin de desservir le Centre Omnisports et Vichy et devient circulaire, la fréquence reste identique.
- La ligne 4 garde la même fréquence et est peu modifiée, la desserte de Bellerive-sur-Allier se fait désormais dans les deux sens via un nouveau trajet, par l'avenue de Russie.
- La ligne 5 garde la même fréquence mais son terminus est ramené des Graves à la Gare SNCF.
- La ligne 6 de l'ancien réseau ayant été absorbée par le 1, cet indice est réutilisé pour une nouvelle ligne reliant la gare de Vichy au centre de Cusset par les Graves, en reprenant le trajet des lignes 5 et 9 avec une fréquence de 50 minutes.
- La ligne 7 garde la même fréquence et est prolongée de la Tour d'Abrest à Hauterive Plein Soleil.
- La ligne 8 est purement et simplement supprimée.
- La ligne 9 est remplacée par les lignes 5 et 6 à l'exception de la desserte du quartier de Chassignol qui n'est plus assurée.

Pour des raisons de faible fréquentation, certains quartiers ne sont plus desservis par une ligne de bus, comme le quartier de Chassignol, dans les hauteurs de Cusset, ou d'autres quartiers de Creuzier-le-Vieux (Crépin, La Viala), ou partiellement comme le quartier des Graves.
Outre la refonte de ce réseau (toutes les lignes desservaient la gare de Vichy), la communauté d'agglomération a procédé à une modification du mobilier urbain, avec de nouveaux poteaux d'arrêt et aménagé quelques arrêts de bus aux personnes à mobilité réduite.
Ce réseau aura une courte existence car il sera à nouveau restructuré en 2010, de manière plus profonde.
| Ligne        | Parcours | Fréquence                  |
| ------------ | --- | -------------------------- |
| 1            | (Les Arloings) – Chantegrelet – Charles de Gaulle Poste – Les Bourins – (Les Biernets) | 30 min,                    |
| 2            | (Vichy Rhue) – Collège Jules Ferry – Charles de Gaulle Poste – Côte Saint-Amand (ou via Poincaré)                                                                                              | 20 min,                    |
| 3            | Mairie de Bellerive – Super Bellerive – Charles de Gaulle Poste – Chantemerle – (Monzière) – Mairie de Bellerive                                                                               | 1 h,                       |
| 4            | Mairie de Bellerive – Charles de Gaulle Poste – Cusset Meunière | 30 min,                    |
| 5            | Charles de Gaulle Poste – Cusset Champcourt | 30 min,                    |
| 6            | Charles de Gaulle Poste – Cusset Centre | 50 min                     |
| 7            | Gare SNCF – Hauterive Plein Soleil | 5 A/R                      |
| D Matin      | Collège Jules Ferry → Charles de Gaulle Poste → Côte Saint-Amand → Charles de Gaulle Poste → Mairie de Bellerive → Charles de Gaulle Poste → Cusset Meunière → Gare SNCF → Collège Jules Ferry | 2 passages                 |
| D Après-Midi | Collège Jules Ferry – Gare SNCF – Côte Saint-Amand (ligne 2) Mairie de Bellerive – Charles de Gaulle Poste – Cusset Meunière (ligne 4)                                                         | 5 A/R pour chaque parcours |

En 2010, les véhicules ont parcouru 785 000 km (huit mois d'exploitation de Bus Inter et quatre mois de MobiVie).

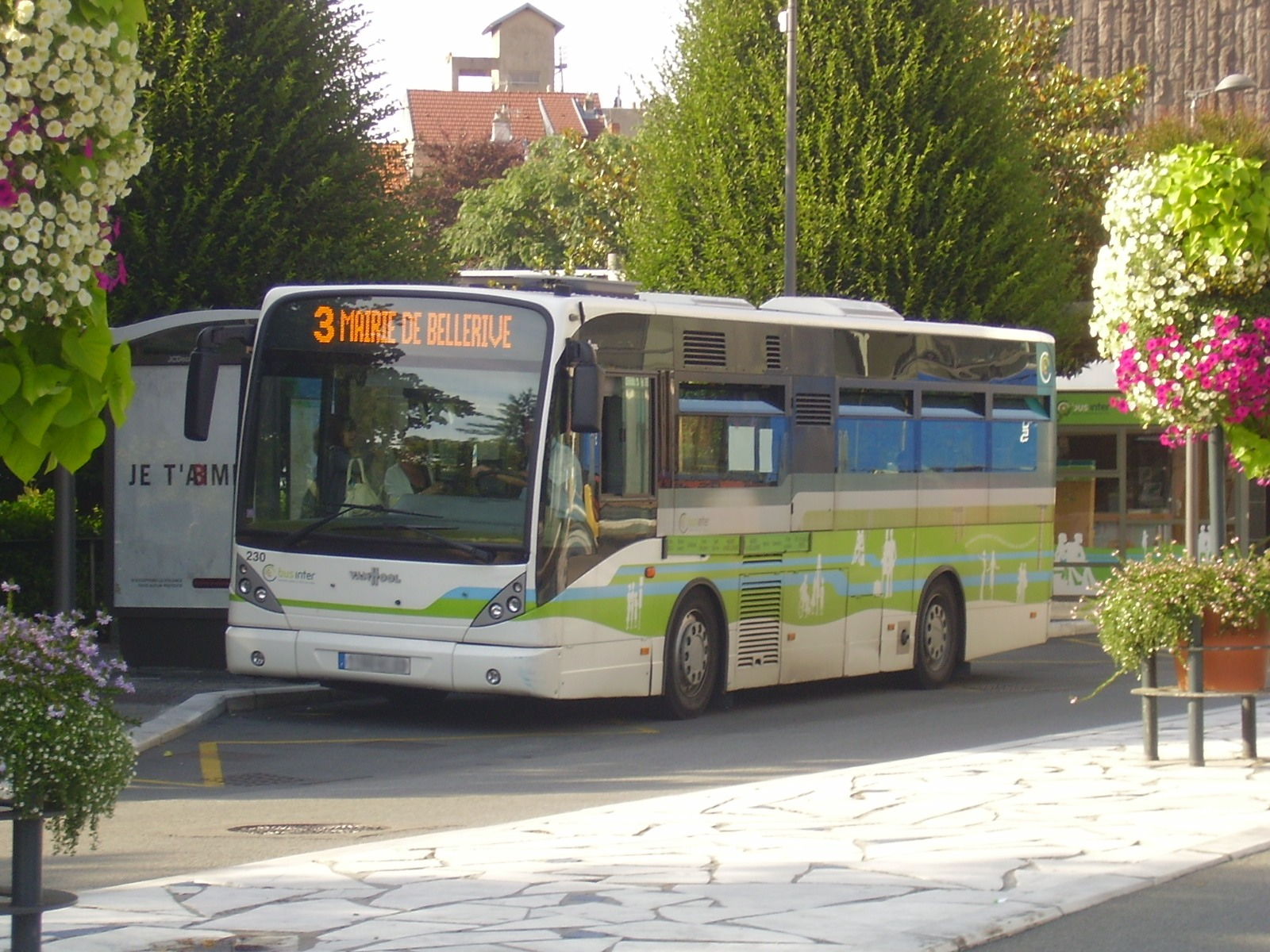
Un Van Hool newA308 revêtant la livrée Bus Inter, en août 2010.
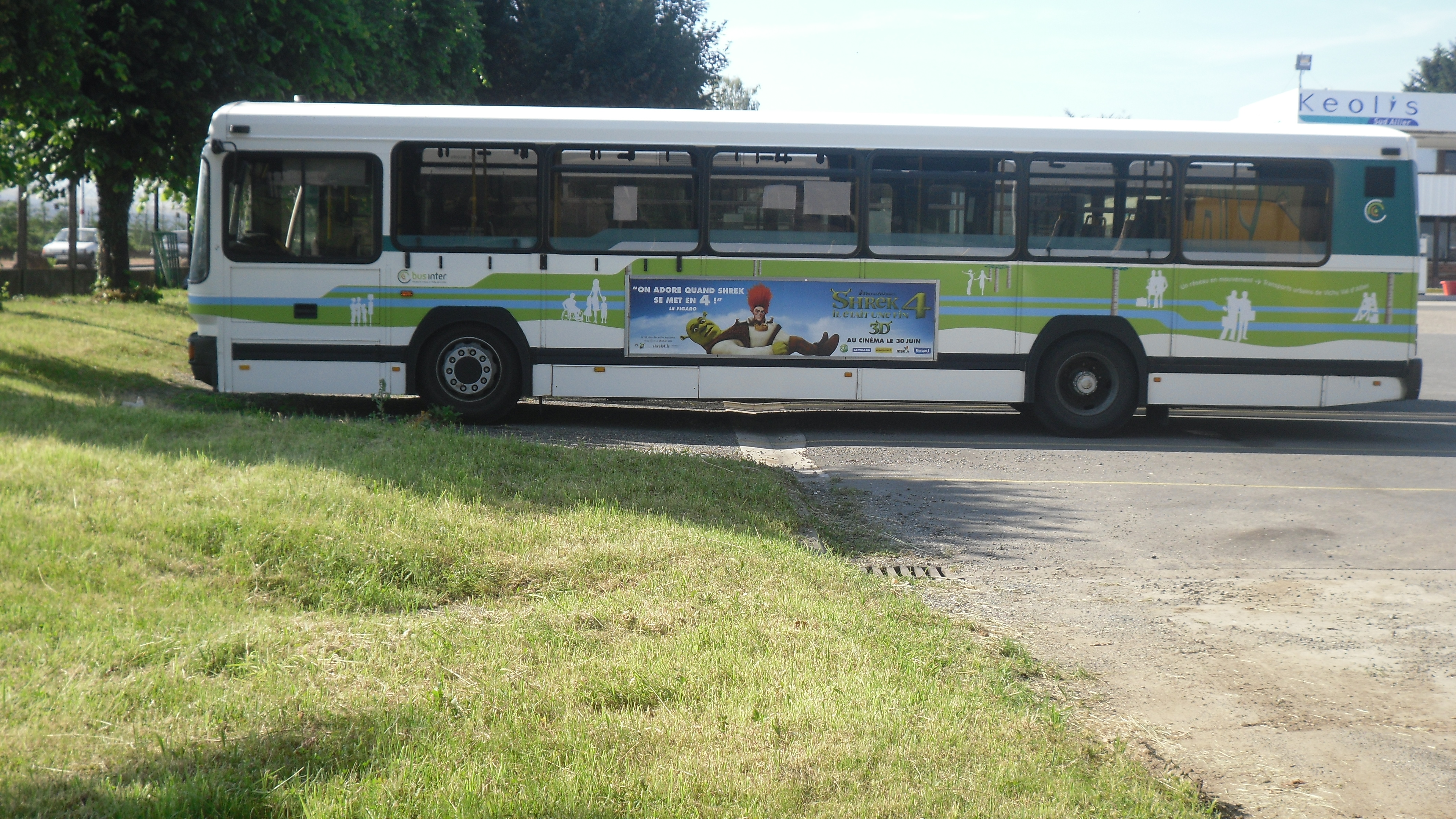
Détails de la livrée Bus Inter de 2006 sur un Renault PR 112.

#### Réseau MobiVie (depuis 2010)

##### Exploitation par Keolis Vichy (2010-2018)

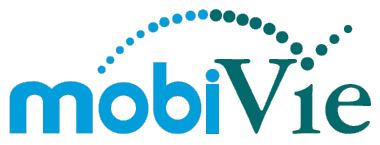
Logo de MobiVie de 2010 à 2018.

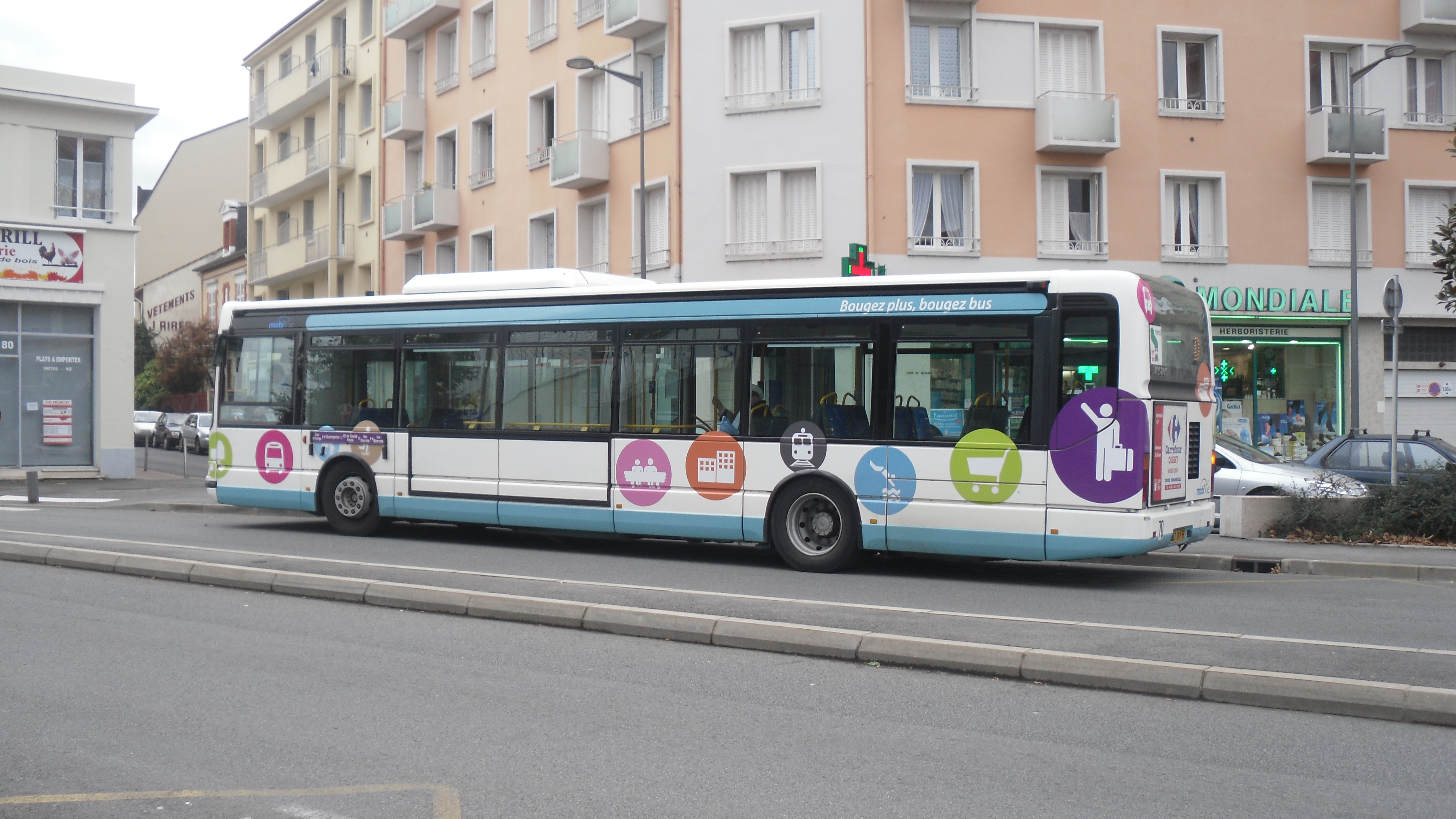
Détails de la livrée MobiVie sur un bus près du marché couvert en novembre 2010.

En 2010, la communauté d'agglomération décide de restructurer le réseau, sous le nom commercial MobiVie. Un site Internet est créé en juillet 2010.
Le réseau MobiVie est lancé le 30 août 2010 ; selon l'exploitant Keolis, il se veut « optimisé, plus attractif, mieux hiérarchisé » avec une ligne forte, une redéfinition de la grille tarifaire et une offre nocturne, ainsi que l'acquisition de matériel roulant moins capacitaire. Il est alors composé de huit lignes régulières indicées de A à H et de services complémentaires, tel que le transport à la demande nommé MobiVie sur mesure. Le périmètre de MobiVie est inchangé par rapport à Bus Inter.
Le rapport d'activité de 2014 faisait état de 47 membres du personnel de l'entreprise, dont 38 conducteurs, six du secteur administratif et commercial, ainsi que deux contrôleurs. Au 31 décembre 2010, son chiffre d'affaires s'élevait à 2 976 500 €.
À son lancement, le réseau s'articulait autour des lignes suivantes :
- la ligne A, « colonne vertébrale du réseau », relie le collège Jules-Ferry au centre de Cusset[15]. Sa fréquence, de 15 minutes, dépasse celles des anciennes lignes 2 et 4 réunies (respectivement 20 et 30 minutes) ;
- la ligne B, reliant Bellerive-sur-Allier au centre hospitalier Jacques-Lacarin et à la côte Saint-Amand, avec une desserte du stade aquatique les dimanches et jours fériés[15]. Formée à partir des anciennes lignes 2 et 4, sa fréquence, de 30 minutes, reste identique à la ligne 4 mais diminue par rapport à l'ancienne ligne 2 ;
- la ligne C, reliant le stade aquatique au centre de Cusset[15]. Formée à partir de la ligne 5 côté Cusset, sa fréquence passe de 30 à 40 minutes ;
- la ligne D, reprenant strictement le tracé de la ligne 1, mais au détriment de la fréquentation qui passe de 30 à 40 minutes ;
- la ligne E, formée à partir de la ligne 6 jusqu'au centre de Cusset et de la ligne 4 jusqu'à Meunière, ainsi que de la ligne 3 entre les arrêts Rotonde et le centre de Bellerive (avec un nouveau terminus à l'église), était alors « une nouveauté » en desservant les parcs de Vichy et le quartier thermal[15] ;
- la ligne F, au départ de la gare SNCF, assurait, à raison de deux départs par jour, une liaison vers la zone industrielle de Vichy Rhue avec possibilité pour un salarié une dépose à la porte de son entreprise[15] ;
- la ligne G, qui reprenait strictement le tracé de la ligne 7 à ceci près d'un prolongement vers la zone d'activités du Bioparc, jusque-là non desservie. La fréquence reste de cinq allers et retours par jour ;
- la ligne H, interne à Cusset, conçue pour la desserte des lycées de la commune, en harmonie avec les horaires d'ouverture de ces établissements scolaires. Ne fonctionnant qu'en période scolaire, cette ligne relie le quartier de Champcourt à l'arrêt de bus Normandie au droit du lycée de Presles (aujourd'hui lycée Albert-Londres).

Le service dominical reprend le trajet des lignes A et B toute la journée, au lieu de disposer de lignes spécifiques différentes selon le moment de la journée.
Le réseau a été officiellement inauguré le 8 janvier 2011. 45 % du parc automobile a été renouvelé (3 nouveaux midibus et 6 nouveaux minibus complètent les 11 véhicules existants).
Le 5 septembre 2011, le réseau a été modifié afin de mieux desservir la commune de Bellerive-sur-Allier et la zone d'activités de Vichy-Rhue. Si les lignes A, B, G et H demeurent inchangées, d'autres ont vu leur desserte renforcée, et une nouvelle ligne a été créée :
- sur la ligne C, un départ du stade aquatique est ajouté le matin. La desserte intermittente du CREPS, du lotissement des Guinames, du chemin des Chabannes-Basses et du chemin de la Montée, ces deux dernières rues n'étant plus desservies par une ligne régulière depuis le 30 août 2010, est reprise aussi par cette ligne ;
- sur la ligne D, les horaires sont renforcés le midi et en fin d'après-midi, sans changement d'itinéraire ;
- sur la ligne E, les horaires sont renforcés le midi et la desserte de l'église de Bellerive est perdue au profit de celle du quartier de Meunière à Cusset ;
- le trajet de la ligne F est réduit à un rôle de navette entre le collège Jules-Ferry (terminus de la ligne A) et la zone d'activités de Vichy-Rhue, avec alignement des horaires sur ceux de la ligne A ;
- une nouvelle ligne est créée à Bellerive-sur-Allier : la ligne I, circulant du lundi au samedi entre la mairie et la zone d'activités de Navarre via le quartier de Chantemerle où la desserte est rétablie.

Par conséquent, le périmètre du transport à la demande est réduit : il est supprimé à Chantemerle, aux Sechauds et à Meunière à la suite du retour de lignes régulières dans ces quartiers.

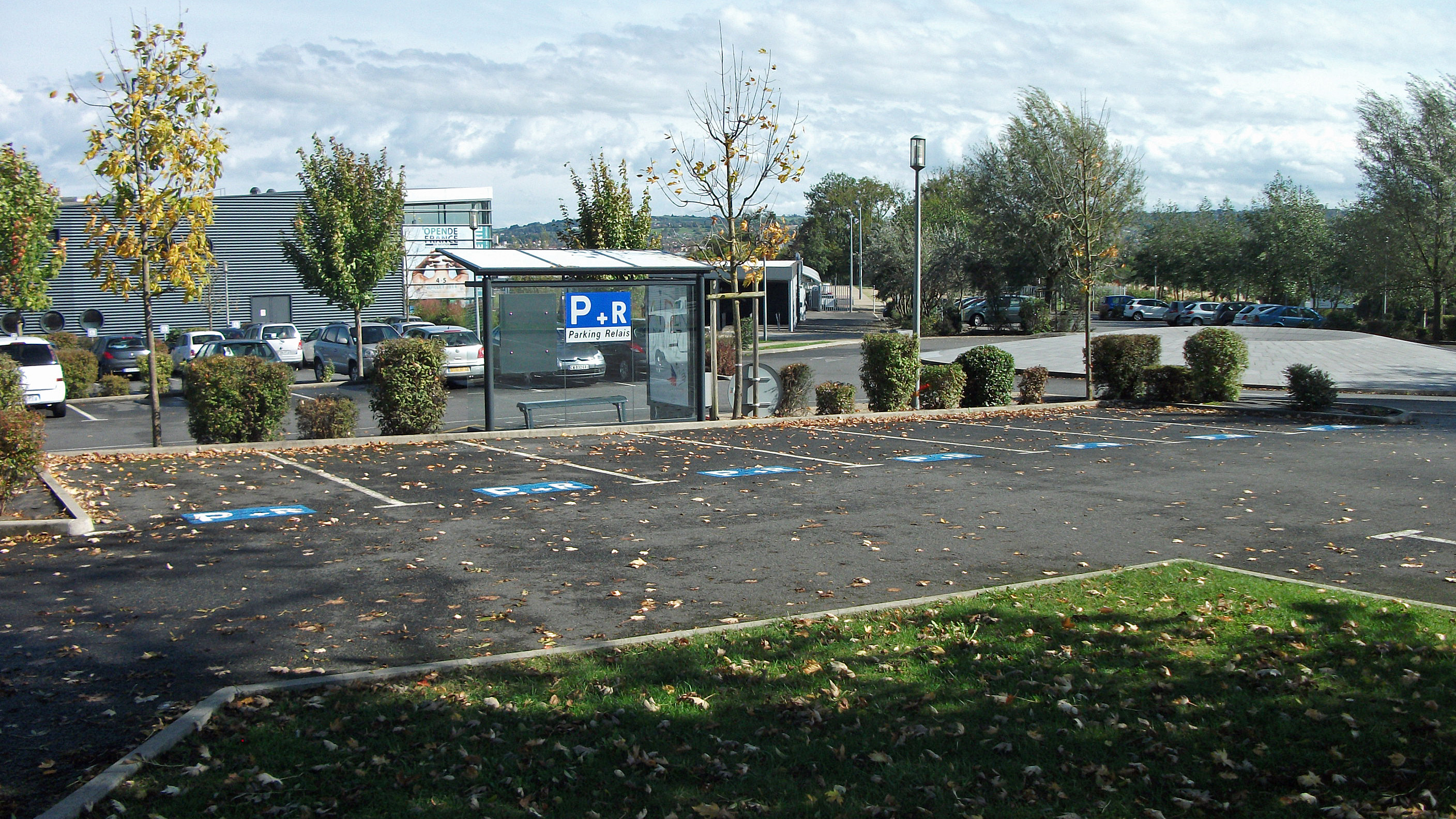
Parking relais derrière l'arrêt de bus Stade Aquatique.

De nouvelles modifications du réseau sont intervenues pour le service 2013-2014. Ainsi, depuis le 2 septembre 2013, les lignes B et C sont exploitées avec une fréquence de vingt minutes. Cette augmentation de l'offre « s'appuie sur la politique globale de déplacements » votée par l'ancienne communauté d'agglomération de Vichy Val d'Allier fin 2012, et permet de réduire le temps de correspondance selon l'exploitant. Par ailleurs, le tracé de ces deux lignes est modifié : la ligne B récupère la desserte de la ZA de Navarre (arrêts Grange au Grain) au détriment de la ligne C qui perd aussi la desserte des chemins des Chabannes-Basses et de la Montée.
Afin de régler « le problème du stationnement » selon la directrice adjointe du pôle aménagement et développement à Vichy Val d'Allier, un parc relais de sept places est créé derrière l'arrêt de bus du stade aquatique.
| Ligne | Parcours                                                                                     | Fréquence en 2017             | Fréquentation   |
| ----- | -------------------------------------------------------------------------------------------- | ----------------------------- | --------------- |
| A     | Collège Jules Ferry – Cusset Centre                                                          | 15 min                        | 593 371 voy./an |
| B     | Collège Jean Rostand ou Du Bellay ou Stade Aquatique (dimanches et fêtes) – Côte Saint-Amand | 20 min                        | 267 489 voy./an |
| C     | Cours Arloing – Stade Aquatique                                                              | 20 min                        | 190 303 voy./an |
| D     | Les Arloings – Les Biernets                                                                  | 50 min hors renforts          | 82 139 voy./an  |
| E     | Cusset Meunière ou Cusset Centre – CREPS                                                     | irrégulière                   | 76 354 voy./an  |
| F     | Collège Jules Ferry – Vichy Rhue                                                             | 6 A/R                         | 375 voy./an     |
| G     | Gare SNCF – Bioparc                                                                          | 5 A/R                         | 1 010 voy./an   |
| H     | Champcourt – Normandie                                                                       | 1 à 2 A/R en période scolaire | 8 452 voy./an   |
| I     | Mairie de Bellerive – Grange au Grain                                                        | 8 A/R ?                       | 3 200 voy./an   |

- Le nombre de voyages par an est défini sur l'année 2014, exprimé en fonction du nombre de validations sur chaque ligne[VC 1].

Le 22 mars 2017, un bus électrique du constructeur Heuliez Bus est testé dans l'agglomération.

##### Exploitation par Transdev (depuis 2018)
Le 20 décembre 2017, le conseil communautaire de la communauté d'agglomération Vichy Communauté a décidé :
- de choisir l'entreprise Transdev pour l'exploitation du service de transports urbains à partir de septembre 2018 au détriment de Keolis, CarPostal et RATP Dev[VC 8] ;
- d'approuver le transfert de deux lignes régulières et de vingt-quatre lignes scolaires à Vichy Communauté[VC 9].

Depuis le 1er septembre 2018, Transdev exploite le réseau urbain pour une durée de 7 ans et 11 mois. Cette exploitation par un concurrent autorise la communauté d'agglomération à devenir propriétaire de son dépôt d'autobus, l'ancien dépôt, propriétaire de Keolis, empêchait une ouverture à la concurrence, selon le président de Vichy Communauté, Frédéric Aguilera.
L'une des nouveautés majeures du réseau, désormais exploité par Transdev, concerne le matériel roulant : une ligne entière exploitée avec des bus électriques.
Peu de modifications sont survenues entre l'ancien réseau exploité par Keolis et celui par Transdev :
- la ligne E est limitée aux Ailes et ne franchit plus le pont de l'Europe ;
- la ligne I est prolongée de la mairie de Bellerive aux Ailes, via le collège Jean-Rostand et le stade aquatique ;
- la ligne F, qui desservait la zone d'activités de Vichy-Rhue à Creuzier-le-Vieux est supprimée.

En 2019, la communauté d'agglomération a adapté le tracé de la ligne A en desservant le quartier de Presles par l'allée Mesdames et la rue du Moulin-de-Presle créée dans le cadre de la requalification urbaine du quartier, à Cusset, en revanche, la fréquence passe de 15 à 20 minutes ; la desserte des Arloings (à Creuzier-le-Vieux) et des Biernets (à Abrest) pour la ligne D, et Meunière (à Cusset) pour la ligne E, a été renforcée.
En 2019, la société Transdev Vichy employait 49 salariés.
Compte tenu de la pandémie de Covid-19, la communauté d'agglomération Vichy Communauté a décidé, le 16 mars 2020, de rendre gratuits les bus, qui ne sont accessibles que par la porte arrière,.
Le 24 avril 2023, le réseau est modifié afin d'améliorer la desserte du plateau sportif (parc omnisports et CREPS), :
- la ligne E relie directement le centre-ville de Cusset au CREPS, via le centre-ville de Vichy, avec une fréquence de trente minutes ; elle abandonne la desserte des parcs Napoléon-III et Kennedy, pénalisante aux heures de pointe ;
- la ligne I, qui a pour origine le CREPS, dessert le quartier des Chabannes-Basses à Bellerive-sur-Allier.

### Caractéristiques du réseau

#### Accessibilité

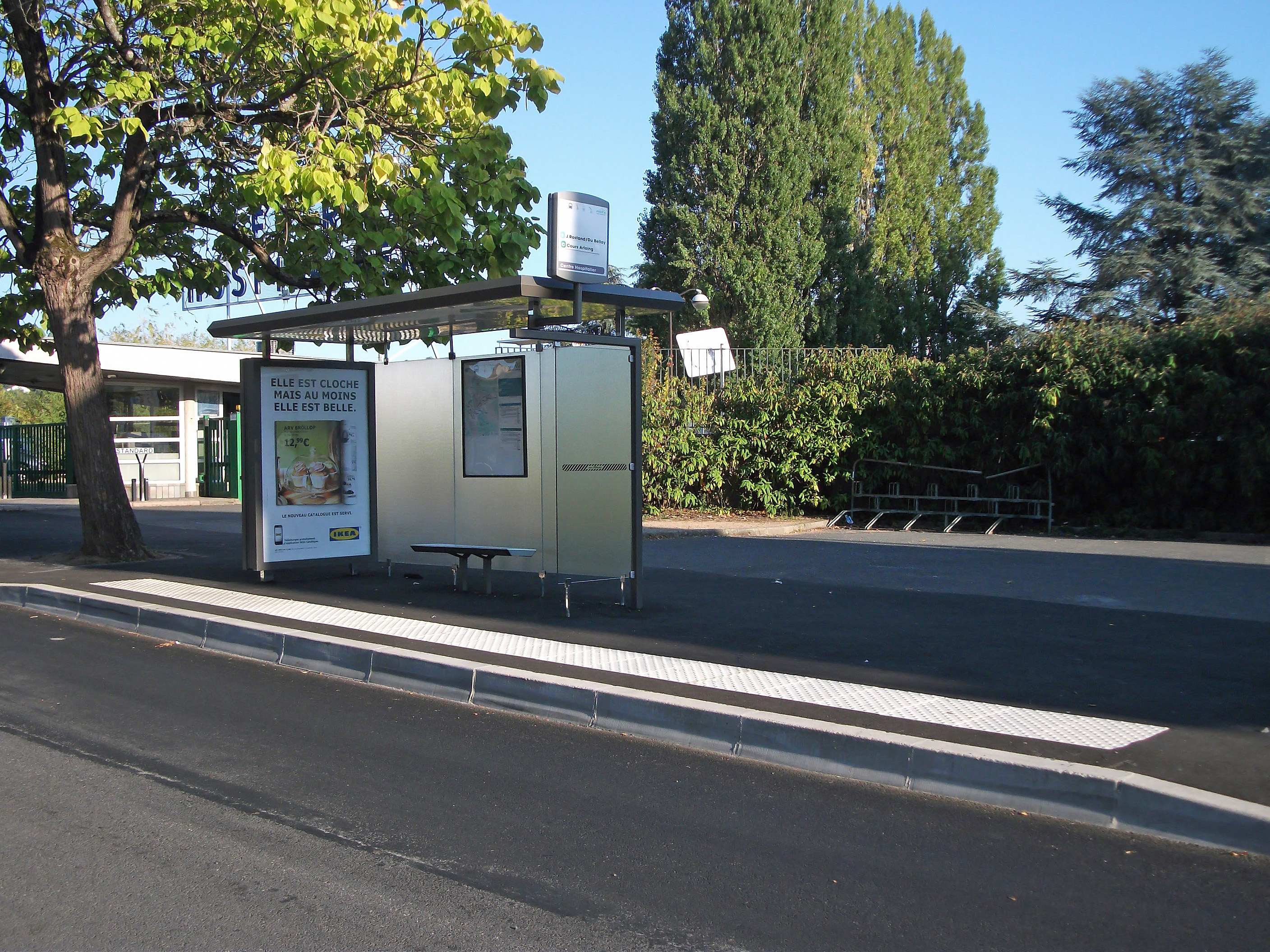
Arrêt de bus Centre Hospitalier, aménagé pour les personnes à mobilité réduite, en 2015.

Aucune ligne n'est officiellement accessible sur le réseau MobiVie ; en effet, tous les bus et arrêts ne le sont pas.
La loi de 2005 prévoyait la mise en accessibilité totale des transports en commun pour 2015 ; dans le cadre d'application de la loi, la communauté d'agglomération et les communes participent à la mise en accessibilité du réseau. Un schéma directeur d'accessibilité a été établi en septembre 2015 afin que les principaux arrêts du réseau soient accessibles aux personnes à mobilité réduite. Après la rénovation du square Albert-Ier à Vichy, le réseau est considéré comme accessible.
Les annonces sonores et visuelles dans les bus sont opérationnelles sur l'ensemble du réseau.
Tous les bus sont à plancher bas et possèdent une palette pour les usagers en fauteuil roulant.

#### Lignes régulières
- Les données  de la colonne « Durée » correspondent à une moyenne des deux sens de circulation et proviennent des fiches horaires issues du site web du réseau.
- Les données de la colonne « Nb. d'arrêts » correspondent au nombre d'arrêts desservis (terminus compris) par sens de circulation.
- Les chiffres de fréquentation proviennent du rapport d'activité du délégataire, exercice 2019.

| Ligne | Caractéristiques | Caractéristiques                                                                                       | Caractéristiques                                                                                       | Caractéristiques                                                                                       | Caractéristiques                                                                                       | Caractéristiques                                                                                       | Caractéristiques                                                                                       | Caractéristiques                                                                                       | Caractéristiques                                                                                       |
| A     | Cusset — Centre ⥋ Creuzier-le-Vieux — Collège Jules-Ferry | Cusset — Centre ⥋ Creuzier-le-Vieux — Collège Jules-Ferry                                              | Cusset — Centre ⥋ Creuzier-le-Vieux — Collège Jules-Ferry                                              | Cusset — Centre ⥋ Creuzier-le-Vieux — Collège Jules-Ferry                                              | Cusset — Centre ⥋ Creuzier-le-Vieux — Collège Jules-Ferry                                              | Cusset — Centre ⥋ Creuzier-le-Vieux — Collège Jules-Ferry                                              | Cusset — Centre ⥋ Creuzier-le-Vieux — Collège Jules-Ferry                                              | Cusset — Centre ⥋ Creuzier-le-Vieux — Collège Jules-Ferry                                              | Cusset — Centre ⥋ Creuzier-le-Vieux — Collège Jules-Ferry                                              |
| ----- | --- | --- | --- | --- | --- | --- | --- | --- | --- |
| A     | Ouverture / Fermeture 30 août 2010 / — | Longueur 7 km                                                                                          | Durée 24 min                                                                                           | Nb. d’arrêts 23/21                                                                                     | Matériel Bluebus                                                                                       | Jours de fonctionnement L, Ma, Me, J, V, S, D                                                          | Jour / Soir / Nuit / Fêtes O / N / N / O                                                               | Voy. / an 552 555                                                                                      | Exploitant Transdev Vichy                                                                              |
| A     | Desserte : Cusset (Cusset Centre, avenue de l'Europe, quartier de Presles), Vichy (gare SNCF, Charles de Gaulle Poste (direction Cusset uniquement), centre commercial des Quatre-Chemins, Grand Marché, République, Les Ailes) et Creuzier-le-Vieux (collège Jules-Ferry). | | | | | | | | |
| A     | Autre : - La ligne est assurée (sauf incident) avec les bus électriques ; elle fonctionne, en période scolaire, du lundi au samedi, de 6 h 30 à 19 h 56, à raison d'un bus toutes les vingt minutes sauf le samedi matin (40 min), et en période estivale, à raison d'un bus toutes les trente minutes. - Le Grand Marché n'est plus desservi après 13 h en direction de Creuzier-le-Vieux (Collège Jules-Ferry). - Date de dernière mise à jour : 14 mai 2023. | | | | | | | | |
| A     | Dernière actualisation : — | | | | | | | | |
| B     | Vichy — Côte Saint-Amand ⥋ Bellerive-sur-Allier — Collège Jean Rostand / Du Bellay / Stade Aquatique | Vichy — Côte Saint-Amand ⥋ Bellerive-sur-Allier — Collège Jean Rostand / Du Bellay / Stade Aquatique   | Vichy — Côte Saint-Amand ⥋ Bellerive-sur-Allier — Collège Jean Rostand / Du Bellay / Stade Aquatique   | Vichy — Côte Saint-Amand ⥋ Bellerive-sur-Allier — Collège Jean Rostand / Du Bellay / Stade Aquatique   | Vichy — Côte Saint-Amand ⥋ Bellerive-sur-Allier — Collège Jean Rostand / Du Bellay / Stade Aquatique   | Vichy — Côte Saint-Amand ⥋ Bellerive-sur-Allier — Collège Jean Rostand / Du Bellay / Stade Aquatique   | Vichy — Côte Saint-Amand ⥋ Bellerive-sur-Allier — Collège Jean Rostand / Du Bellay / Stade Aquatique   | Vichy — Côte Saint-Amand ⥋ Bellerive-sur-Allier — Collège Jean Rostand / Du Bellay / Stade Aquatique   | Vichy — Côte Saint-Amand ⥋ Bellerive-sur-Allier — Collège Jean Rostand / Du Bellay / Stade Aquatique   |
| B     | Ouverture / Fermeture 30 août 2010 / — | Longueur —                                                                                             | Durée 24 min                                                                                           | Nb. d’arrêts 26/24                                                                                     | Matériel —                                                                                             | Jours de fonctionnement L, Ma, Me, J, V, S, D                                                          | Jour / Soir / Nuit / Fêtes O / N / N / O                                                               | Voy. / an 259 230                                                                                      | Exploitant Transdev Vichy                                                                              |
| B     | Desserte : Vichy (côte Saint-Amand, quartier des Garets, centre hospitalier, gare SNCF, poste) et Bellerive-sur-Allier (pont, zone d'activités de Navarre (à partir de 9 h), école Burlot, mairie, cité Clair Matin, collège Jean-Rostand / château du Bost, Du Bellay). | | | | | | | | |
| B     | Autre : - La ligne fonctionne, en période scolaire, du lundi au vendredi, de 6 h 20 à 19 h 33, à raison d'un bus toutes les vingt minutes ; le samedi, de 7 h 10 à 19 h 35, à raison d'un bus toutes les trente minutes ; en période estivale, du lundi au samedi, à raison d'un bus toutes les 45 minutes. - Avant 9 h, les bus ne desservent pas la zone d'activités de Navarre mais la Source Intermittente (avenue de Russie). - Le dimanche, la ligne est prolongée au stade aquatique par le collège Jean-Rostand, le terminus Du Bellay n'est pas desservi ce jour. - Date de dernière mise à jour : 14 mai 2023.                                               | | | | | | | | |
| B     | Dernière actualisation : — | | | | | | | | |
| C     | Cusset — Cours Arloing ⥋ Bellerive-sur-Allier — Stade Aquatique | Cusset — Cours Arloing ⥋ Bellerive-sur-Allier — Stade Aquatique                                        | Cusset — Cours Arloing ⥋ Bellerive-sur-Allier — Stade Aquatique                                        | Cusset — Cours Arloing ⥋ Bellerive-sur-Allier — Stade Aquatique                                        | Cusset — Cours Arloing ⥋ Bellerive-sur-Allier — Stade Aquatique                                        | Cusset — Cours Arloing ⥋ Bellerive-sur-Allier — Stade Aquatique                                        | Cusset — Cours Arloing ⥋ Bellerive-sur-Allier — Stade Aquatique                                        | Cusset — Cours Arloing ⥋ Bellerive-sur-Allier — Stade Aquatique                                        | Cusset — Cours Arloing ⥋ Bellerive-sur-Allier — Stade Aquatique                                        |
| C     | Ouverture / Fermeture 30 août 2010 / — | Longueur —                                                                                             | Durée 25 min                                                                                           | Nb. d’arrêts 21/22                                                                                     | Matériel —                                                                                             | Jours de fonctionnement L, Ma, Me, J, V, S                                                             | Jour / Soir / Nuit / Fêtes O / N / N / N                                                               | Voy. / an 211 340                                                                                      | Exploitant Transdev Vichy                                                                              |
| C     | Desserte : Cusset (cours Arloing, centre-ville, lycées Valery-Larbaud (direction Cours Arloing) et Albert-Londres), Vichy (centre hospitalier, gare SNCF, poste) et Bellerive-sur-Allier (pont, source intermittente, Petits Prés et stade aquatique). | | | | | | | | |
| C     | Autre : - La ligne fonctionne, en période scolaire, du lundi au vendredi, de 6 h 40 à 19 h 56, à raison d'un bus toutes les vingt minutes ; en période scolaire, le samedi, de 7 h 0 à 19 h 56, à raison d'un bus toutes les trente minutes ; en période estivale, du lundi au samedi de 6 h 35 à 19 h 56, à raison d'un bus toutes les 45 minutes. - Depuis le 24 avril 2023, une course de la ligne est modifiée afin de desservir le CREPS Auvergne-Rhône-Alpes / Vichy. - Date de dernière mise à jour : 14 mai 2023. | | | | | | | | |
| C     | Dernière actualisation : — | | | | | | | | |
| D     | Creuzier-le-Vieux — Les Arloings / Cusset — Chantegrelet ⥋ Vichy — Les Bourins / Abrest — Les Biernets | Creuzier-le-Vieux — Les Arloings / Cusset — Chantegrelet ⥋ Vichy — Les Bourins / Abrest — Les Biernets | Creuzier-le-Vieux — Les Arloings / Cusset — Chantegrelet ⥋ Vichy — Les Bourins / Abrest — Les Biernets | Creuzier-le-Vieux — Les Arloings / Cusset — Chantegrelet ⥋ Vichy — Les Bourins / Abrest — Les Biernets | Creuzier-le-Vieux — Les Arloings / Cusset — Chantegrelet ⥋ Vichy — Les Bourins / Abrest — Les Biernets | Creuzier-le-Vieux — Les Arloings / Cusset — Chantegrelet ⥋ Vichy — Les Bourins / Abrest — Les Biernets | Creuzier-le-Vieux — Les Arloings / Cusset — Chantegrelet ⥋ Vichy — Les Bourins / Abrest — Les Biernets | Creuzier-le-Vieux — Les Arloings / Cusset — Chantegrelet ⥋ Vichy — Les Bourins / Abrest — Les Biernets | Creuzier-le-Vieux — Les Arloings / Cusset — Chantegrelet ⥋ Vichy — Les Bourins / Abrest — Les Biernets |
| D     | Ouverture / Fermeture 30 août 2010 / — | Longueur 9,5 km                                                                                        | Durée 27 (1) min                                                                                       | Nb. d’arrêts 29/28                                                                                     | Matériel —                                                                                             | Jours de fonctionnement L, Ma, Me, J, V, S                                                             | Jour / Soir / Nuit / Fêtes O / N / N / N                                                               | Voy. / an 68 688                                                                                       | Exploitant Transdev Vichy                                                                              |
| D     | Desserte : Creuzier-le-Vieux (mairie, Les Arloings, Les Guinards), Cusset (Chantegrelet), Vichy (cimetière, Les Bartins, église Jeanne d'Arc, marché couvert, gare SNCF, Charles de Gaulle Poste, médiathèque Valery-Larbaud, Les Bourins) et Abrest (camping, stade, château, mairie et quartier des Biernets). | | | | | | | | |
| D     | Autre : - La ligne fonctionne, du lundi au samedi, de 6 h 55 à 19 h 46. Elle dessert les extrémités aux heures de pointe : à Creuzier-le-Vieux, 14 A/R pour les Guinards (dont 4 A/R prolongés aux Arloings), et à Abrest, 6,5 A/R pour les Biernets. - Le jour de la Toussaint, la ligne D circule exceptionnellement entre les arrêts Charles de Gaulle Poste et Chantegrelet afin de desservir le cimetière de Vichy. Elle fonctionne de 13 h 30 à 17 h 10. - (1) moyenne de terminus à terminus ; en heures creuses, le service est limité à Chantegrelet ↔ Les Bourins, avec une durée moyenne de trajet de 15 min. - Date de dernière mise à jour : 14 mai 2023. | | | | | | | | |
| D     | Dernière actualisation : — | | | | | | | | |
| E     | Cusset — Désorges Gravier ⥋ Bellerive-sur-Allier — CREPS | Cusset — Désorges Gravier ⥋ Bellerive-sur-Allier — CREPS                                               | Cusset — Désorges Gravier ⥋ Bellerive-sur-Allier — CREPS                                               | Cusset — Désorges Gravier ⥋ Bellerive-sur-Allier — CREPS                                               | Cusset — Désorges Gravier ⥋ Bellerive-sur-Allier — CREPS                                               | Cusset — Désorges Gravier ⥋ Bellerive-sur-Allier — CREPS                                               | Cusset — Désorges Gravier ⥋ Bellerive-sur-Allier — CREPS                                               | Cusset — Désorges Gravier ⥋ Bellerive-sur-Allier — CREPS                                               | Cusset — Désorges Gravier ⥋ Bellerive-sur-Allier — CREPS                                               |
| E     | Ouverture / Fermeture 30 août 2010 / — | Longueur —                                                                                             | Durée 25 (1) min                                                                                       | Nb. d’arrêts 25/24                                                                                     | Matériel —                                                                                             | Jours de fonctionnement L, Ma, Me, J, V, S                                                             | Jour / Soir / Nuit / Fêtes O / N / N / N                                                               | Voy. / an 75 491                                                                                       | Exploitant Transdev Vichy                                                                              |
| E     | Desserte : Cusset (quartier de Meunière, stade Jean-Moulin, cours Arloing, centre-ville, quartier des Darcins, centre commercial Carrefour), Vichy (quartier des Graves, Grand Marché, gare SNCF, centre commercial des Quatre-Chemins, Rotonde, stade Louis-Darragon, quartier des Ailes) et Bellerive-sur-Allier (parc omnisports Pierre-Coulon, centre des métiers du bâtiment et CREPS). | | | | | | | | |
| E     | Autre : - Fonctionne, du lundi au samedi, de 7 h 20 à 19 h 2. - Desserte, aux heures de pointe, du quartier de Meunière à Cusset (la majorité des courses sont terminus à Cusset Centre). - Depuis le 24 avril 2023, le tracé de la ligne est modifié afin de desservir le CREPS Auvergne-Rhône-Alpes / Vichy. La desserte des parcs Kennedy, Napoléon-III et de l'hôtel de ville de Vichy est abandonnée. - (1) entre Cusset Centre et CREPS. - Date de dernière mise à jour : 14 mai 2023. | | | | | | | | |
| E     | Dernière actualisation : — | | | | | | | | |
| G     | Vichy — Gare SNCF ⥋ Hauterive — Bioparc | Vichy — Gare SNCF ⥋ Hauterive — Bioparc                                                                | Vichy — Gare SNCF ⥋ Hauterive — Bioparc                                                                | Vichy — Gare SNCF ⥋ Hauterive — Bioparc                                                                | Vichy — Gare SNCF ⥋ Hauterive — Bioparc                                                                | Vichy — Gare SNCF ⥋ Hauterive — Bioparc                                                                | Vichy — Gare SNCF ⥋ Hauterive — Bioparc                                                                | Vichy — Gare SNCF ⥋ Hauterive — Bioparc                                                                | Vichy — Gare SNCF ⥋ Hauterive — Bioparc                                                                |
| G     | Ouverture / Fermeture 30 août 2010 / — | Longueur 7,7 km                                                                                        | Durée 17 min                                                                                           | Nb. d’arrêts 14/12                                                                                     | Matériel —                                                                                             | Jours de fonctionnement L, Ma, Me, J, V                                                                | Jour / Soir / Nuit / Fêtes O / N / N / N                                                               | Voy. / an 4 097                                                                                        | Exploitant Transdev Vichy Framont-Boufferet                                                            |
| G     | Desserte : Vichy (gare SNCF, poste), Bellerive-sur-Allier (pont, avenue Charles-de-Gaulle), Abrest (rive gauche, ZA de la Tour) et Hauterive (Plein Soleil, Bioparc). | | | | | | | | |
| G     | Autre : - Cinq allers et retours par jour sont assurés. - La ligne ne circule qu'en heures de pointe. En heures creuses et le samedi, le service de transport à la demande prend le relais. - Date de dernière mise à jour : 14 mai 2023. | | | | | | | | |
| G     | Dernière actualisation : — | | | | | | | | |
| H     | Cusset — Champcourt ⥋ Cusset — Normandie via Meunière | Cusset — Champcourt ⥋ Cusset — Normandie via Meunière                                                  | Cusset — Champcourt ⥋ Cusset — Normandie via Meunière                                                  | Cusset — Champcourt ⥋ Cusset — Normandie via Meunière                                                  | Cusset — Champcourt ⥋ Cusset — Normandie via Meunière                                                  | Cusset — Champcourt ⥋ Cusset — Normandie via Meunière                                                  | Cusset — Champcourt ⥋ Cusset — Normandie via Meunière                                                  | Cusset — Champcourt ⥋ Cusset — Normandie via Meunière                                                  | Cusset — Champcourt ⥋ Cusset — Normandie via Meunière                                                  |
| H     | Ouverture / Fermeture 30 août 2010 / — | Longueur 7,3 km                                                                                        | Durée 21/24 min                                                                                        | Nb. d’arrêts 20/22                                                                                     | Matériel —                                                                                             | Jours de fonctionnement L, Ma, Me, J, V, S                                                             | Jour / Soir / Nuit / Fêtes O / N / N / N                                                               | Voy. / an 8 989                                                                                        | Exploitant Transdev Vichy                                                                              |
| H     | Desserte : Cusset (lycées Albert-Londres et Valery-Larbaud, centre-ville, cours Arloing, quartiers de Meunière et de Champcourt). | | | | | | | | |
| H     | Autre : - La ligne H ne circule qu'en période scolaire, aux heures d'entrée et de sortie des lycées, à raison de deux allers dans le sens Champcourt → Normandie du lundi au samedi, et dans le sens Normandie → Champcourt, de deux retours les lundis, mardis, jeudis et vendredis, et d'un retour les mercredis et samedis. - Date de dernière mise à jour : 14 mai 2023. | | | | | | | | |
| H     | Dernière actualisation : — | | | | | | | | |
| I     | Bellerive-sur-Allier — CREPS ⥋ Bellerive-sur-Allier — Source Intermittente / Grange au Grain | Bellerive-sur-Allier — CREPS ⥋ Bellerive-sur-Allier — Source Intermittente / Grange au Grain           | Bellerive-sur-Allier — CREPS ⥋ Bellerive-sur-Allier — Source Intermittente / Grange au Grain           | Bellerive-sur-Allier — CREPS ⥋ Bellerive-sur-Allier — Source Intermittente / Grange au Grain           | Bellerive-sur-Allier — CREPS ⥋ Bellerive-sur-Allier — Source Intermittente / Grange au Grain           | Bellerive-sur-Allier — CREPS ⥋ Bellerive-sur-Allier — Source Intermittente / Grange au Grain           | Bellerive-sur-Allier — CREPS ⥋ Bellerive-sur-Allier — Source Intermittente / Grange au Grain           | Bellerive-sur-Allier — CREPS ⥋ Bellerive-sur-Allier — Source Intermittente / Grange au Grain           | Bellerive-sur-Allier — CREPS ⥋ Bellerive-sur-Allier — Source Intermittente / Grange au Grain           |
| I     | Ouverture / Fermeture 5 septembre 2011 / — | Longueur —                                                                                             | Durée 25/23 min                                                                                        | Nb. d’arrêts 19/18                                                                                     | Matériel —                                                                                             | Jours de fonctionnement L, Ma, Me, J, V, S                                                             | Jour / Soir / Nuit / Fêtes O / N / N / N                                                               | Voy. / an 8 864                                                                                        | Exploitant Transdev Vichy                                                                              |
| I     | Desserte : Bellerive-sur-Allier (CREPS, stade aquatique, collège Jean-Rostand, mairie, école Burlot, quartier de Chantemerle, ZA de Navarre). | | | | | | | | |
| I     | Autre : - Fonctionne du lundi au samedi de 7 h 5 à 12 h et de 13 h 5 à 20 h, à raison d'un bus toutes les heures. - La zone d'activités de Navarre n'est desservie qu'à partir de 9 h ; de 7 h à 9 h, le bus termine à la source intermittente. - Depuis le 24 avril 2023, le tracé de la ligne I est modifié avec desserte du CREPS. - Date de dernière mise à jour : 14 mai 2023. | | | | | | | | |
| I     | Dernière actualisation : — | | | | | | | | |

#### Lignes scolaires
La desserte des lignes scolaires est organisée par la communauté d'agglomération à l'intérieur de son périmètre (liaisons entre le domicile et les écoles), ainsi que la région Auvergne-Rhône-Alpes à partir du 1er janvier 2021 pour le reste du département de l'Allier.

### Infrastructures et superstructures

#### Mobilier urbain
Les arrêts de bus ne possèdent pas le même modèle d'abri selon les communes.

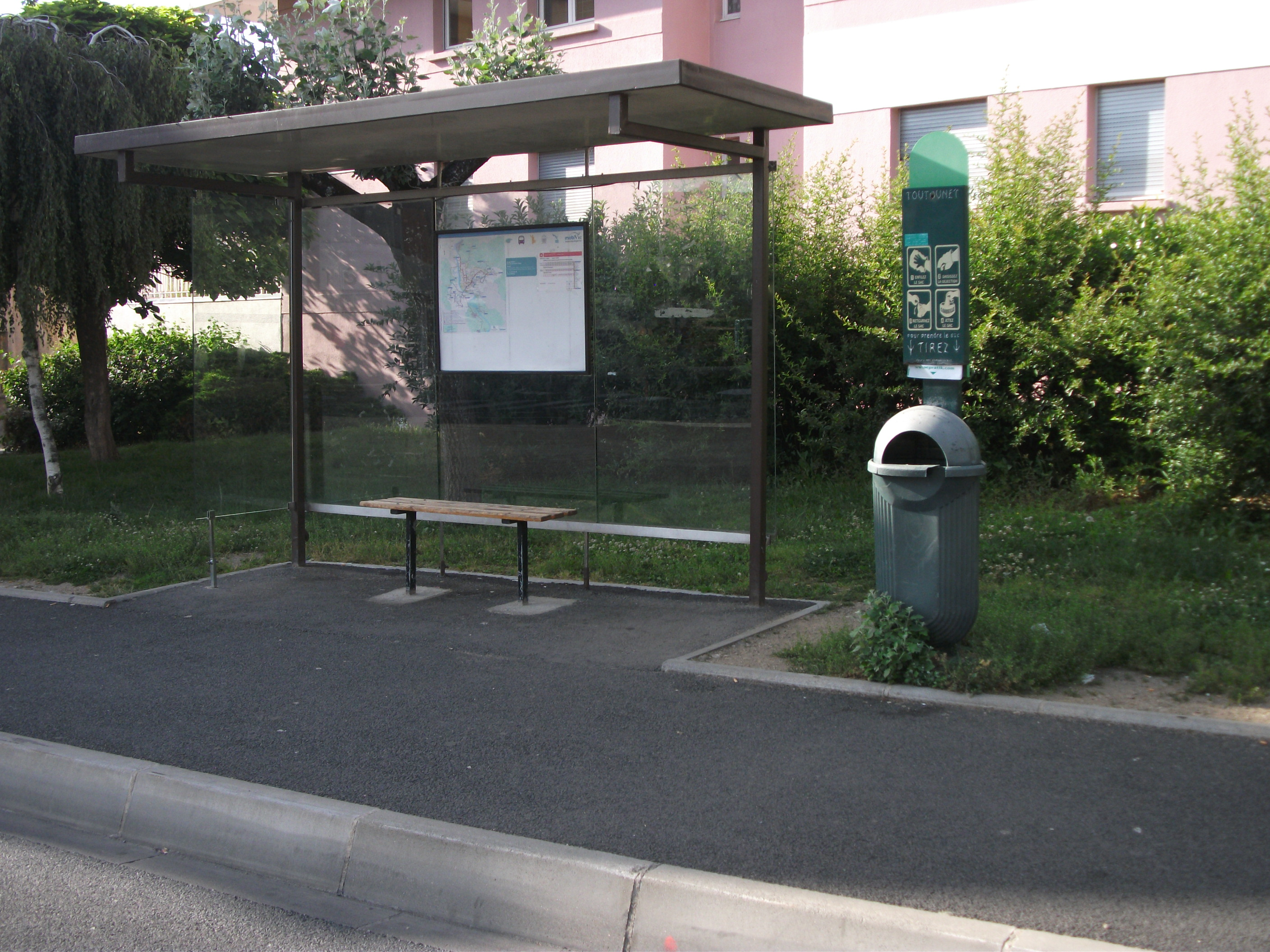
Arrêt Cusset Centre (ligne A) avec ancien abri (7 juin 2014)
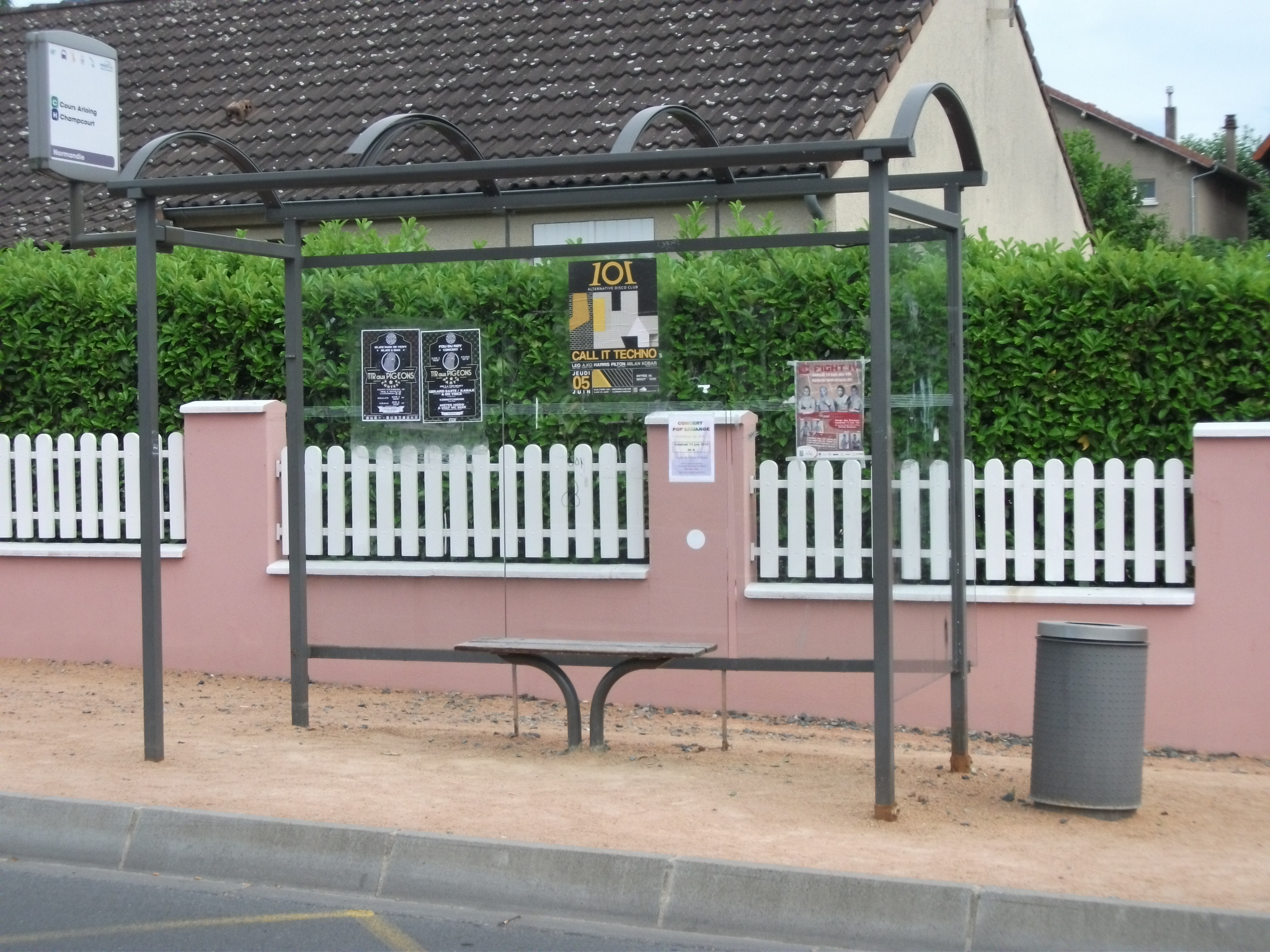
Arrêt Normandie (lignes C et H) avec ancien abri, mais sans information voyageurs (11 juin 2014)

Les poteaux d'arrêt sont normalement déployés dans tout le réseau.

#### Sites propres et pôles intermodaux

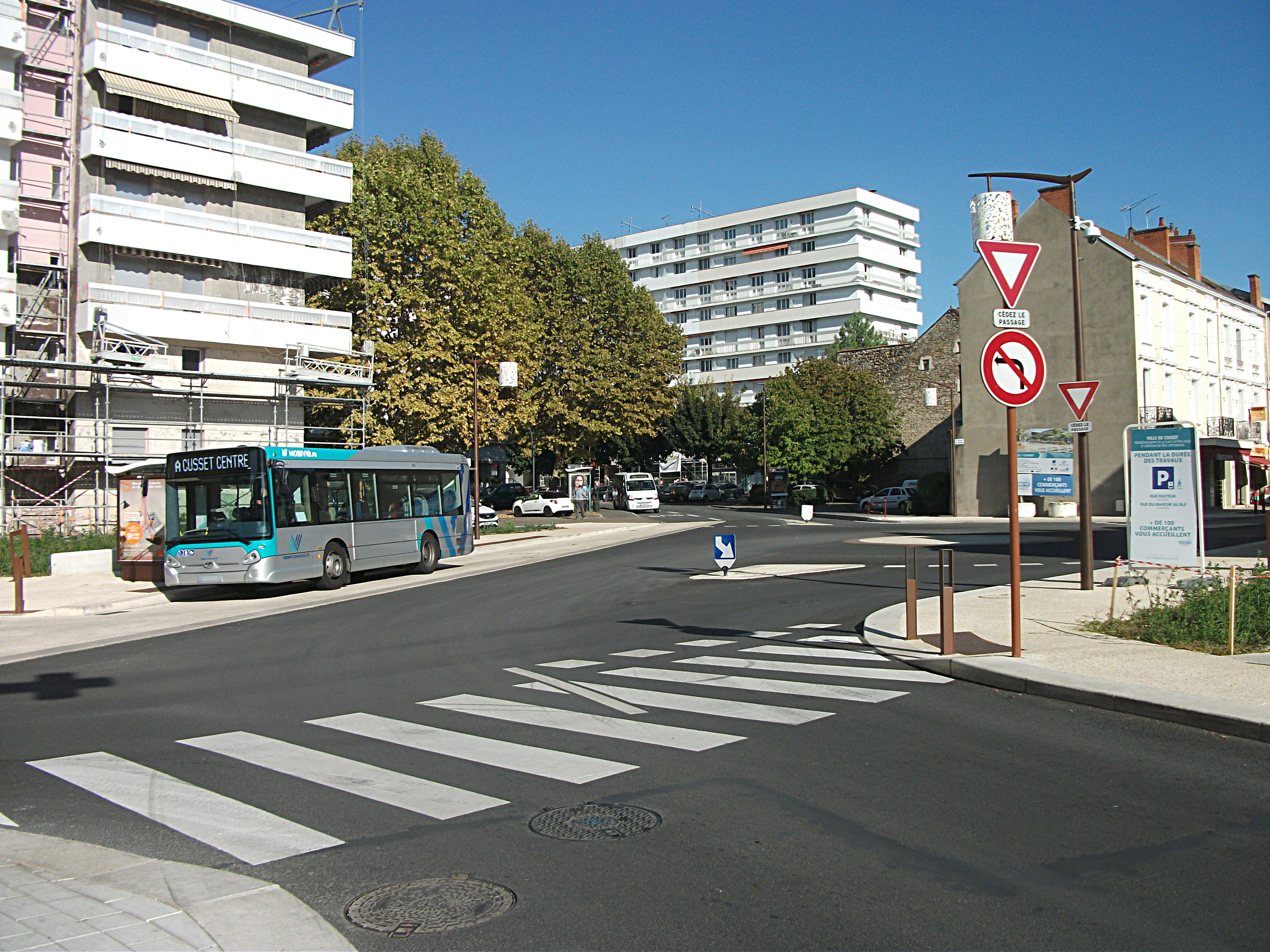
Pôle d'échanges intermodal secondaire de Cusset.

Les rares couloirs bus existent au droit de la gare SNCF, sur l'avenue Doumer et place Charles-de-Gaulle à Vichy. Celui de la rue de Paris a été supprimé en 2010 dans le cadre de son réaménagement.
Le nouveau réseau prend en compte les deux pôles intermodaux de l'agglomération :
- le pôle d'échanges intermodal en gare de Vichy ;
- le pôle d'échanges secondaire de Cusset (arrêt Cusset Centre).

À la suite du déménagement du kiosque MobiVie le 19 février 2014, la communauté d'agglomération a lancé un service de location de vélos. Un parking extérieur sécurisé a été créé avec 40 places de stationnement. Cela a permis de renforcer le rôle de la gare ferroviaire comme pôle d'échanges intermodal.
Lors de sa première année de service, Vivélo a enregistré 530 locations de vélos.
L'utilisation des vélos, en location variant d'une demi-journée à l'année, nécessite le paiement d'une caution.

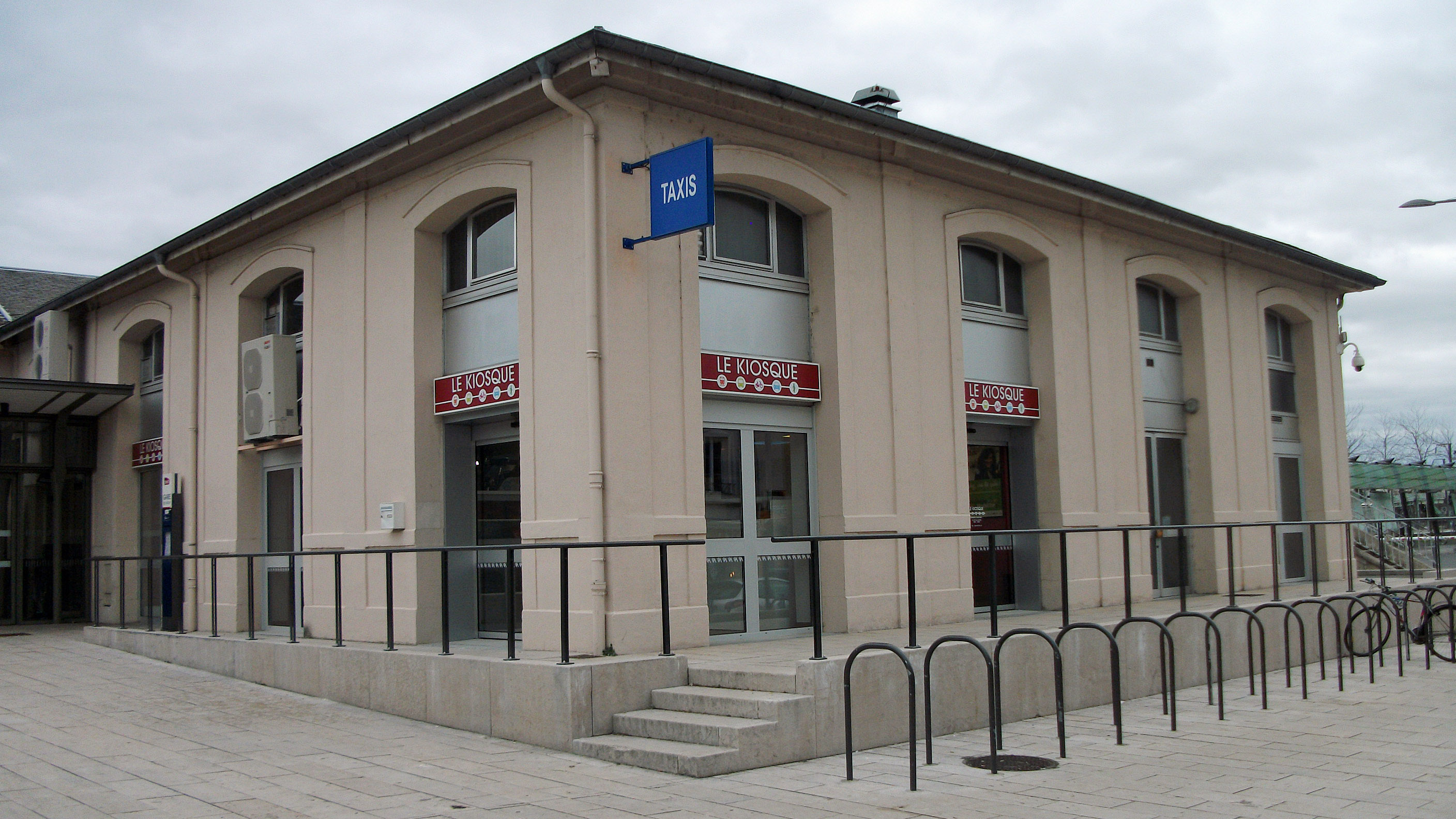
Kiosque MobiVie au sud de la gare en février 2014.
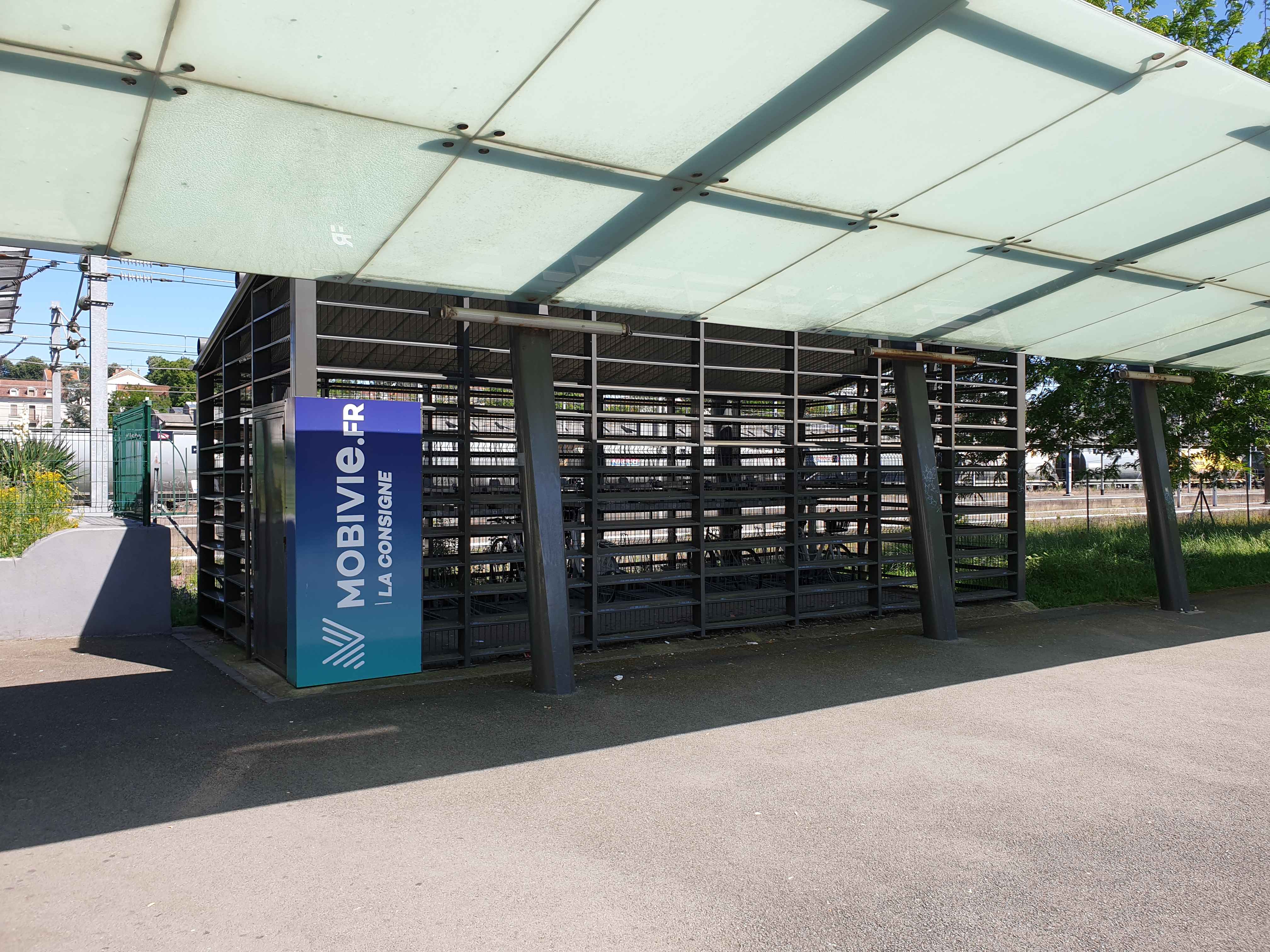
Parking vélos sécurisé au sud de la gare de Vichy.

#### Dépôt
La communauté d'agglomération Vichy Communauté a construit un nouveau dépôt de bus (46° 08′ 20″ N, 3° 26′ 02″ E) d'une superficie de 900 m2 afin d'accueillir de nouveaux véhicules électriques. Le dépôt est construit sur l'ancien site Manurhin des Graves, boulevard d'Alsace-Lorraine, à Cusset. Le coût de 2,3 millions d'euros hors taxes sera « amorti par la relocation » selon Jean-Marc Germanangue, vice-président de la communauté d'agglomération chargé de la mobilité et des transports. La première pierre a été posée le 21 décembre 2017 par cet élu, en présence de Jean-Sébastien Laloy, maire de Cusset, et Frédéric Aguilera, président de Vichy Communauté.

### Exploitation

#### Matériel roulant
Par le passé, le réseau a possédé des Renault SC10R, des Renault PR 100.2, des Renault PR 112 des Van Hool A320 et newA320, ainsi qu'un Van Hool A508 (parti chez Keolis Planche et utilisé sur le réseau de Roanne), des Heuliez GX 117 et un Gruau MG36 entre autres, ainsi que des minibus sur châssis Iveco Daily de seconde génération. Le réseau a également possédé provisoirement trois Cytios 30 venant du réseau R'bus de Rochefort en attendant la livraison des minibus actuels.
L'un des anciens bus ayant circulé à Vichy, un Renault PR 100.2 no 234, mis en service début 1993, a été muté sur le réseau de Châteauroux puis sauvegardé par une association toulousaine.
Au 31 décembre 2010, la moyenne d'âge du parc était de 9,77 ans. Celle-ci est passée à 4,5 ans en 2012 avec la mise en service des véhicules récents et la réforme (ou le départ) des anciens bus début 2011.
Du temps où le réseau était exploité par Keolis Vichy, le réseau MobiVie disposait de :
- trois autobus standards, pour les services scolaires (deux Van Hool newA320, ainsi qu'un Irisbus Agora Line arrivé en 2008) ;
- seize midibus (un Heuliez GX 137, huit Heuliez GX 127 et deux Heuliez GX 117, quatre Van Hool NewA308 et un Van Hool A308L) ;
- six minibus (trois Mercedes Sprinter City 65 et trois Dietrich Noventis 420), affectés sur les lignes à faible fréquentation et de transport à la demande.

Bus ayant circulé sur le réseau (photos de 2011)
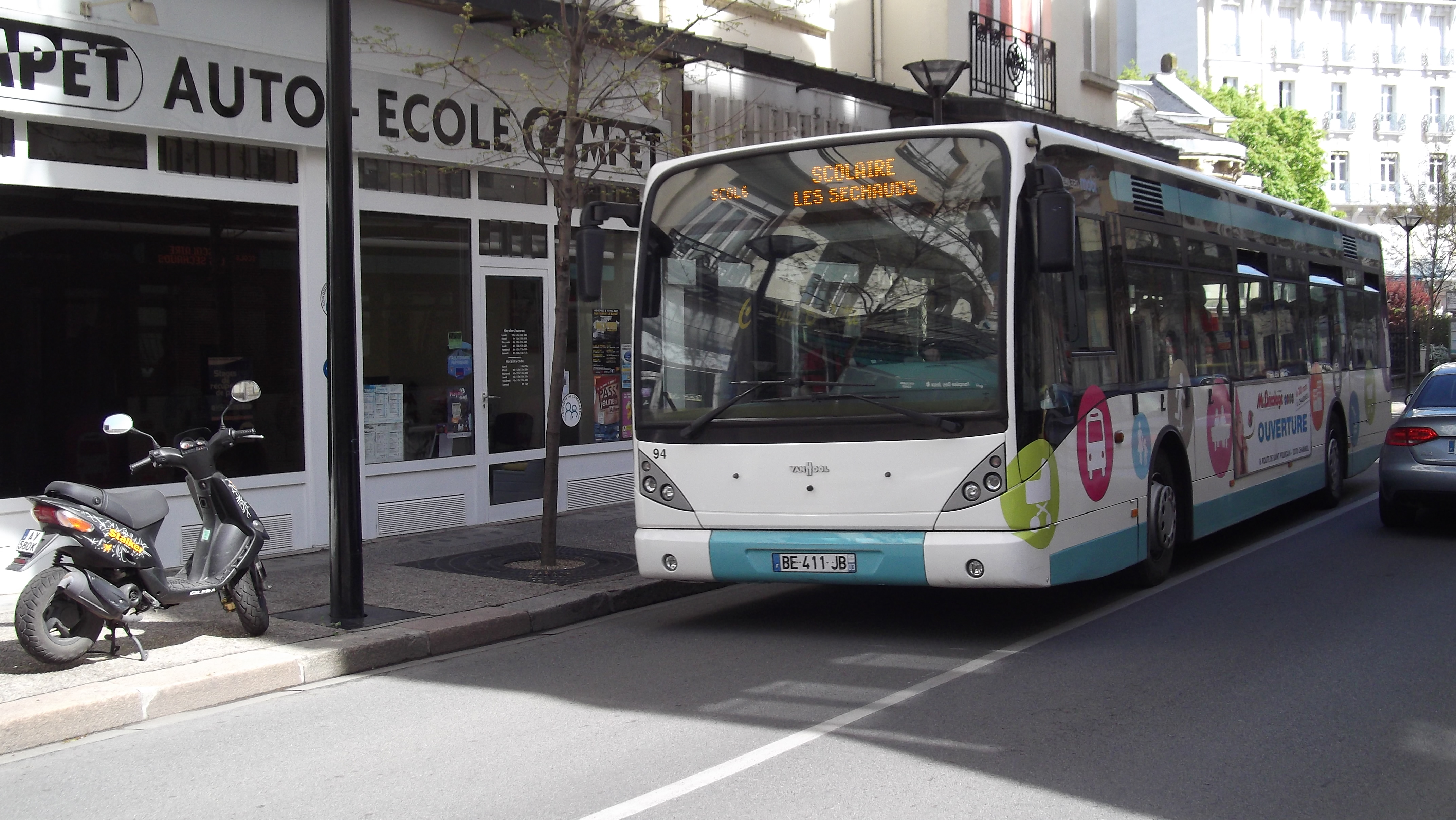
VanHool New A320 no 94 sur une ligne scolaire.
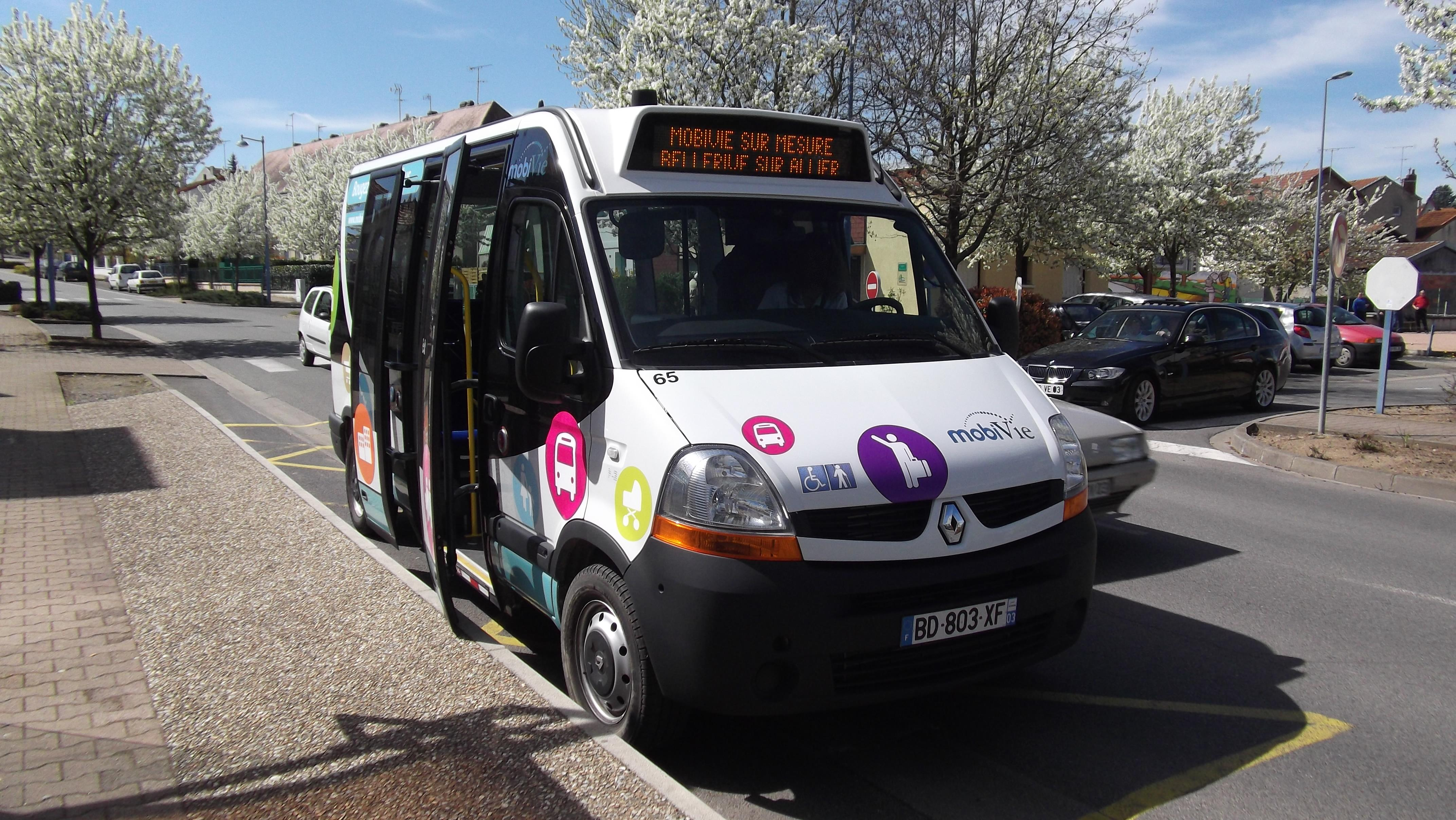
Noventis 420 no 65 assurant le transport à la demande.
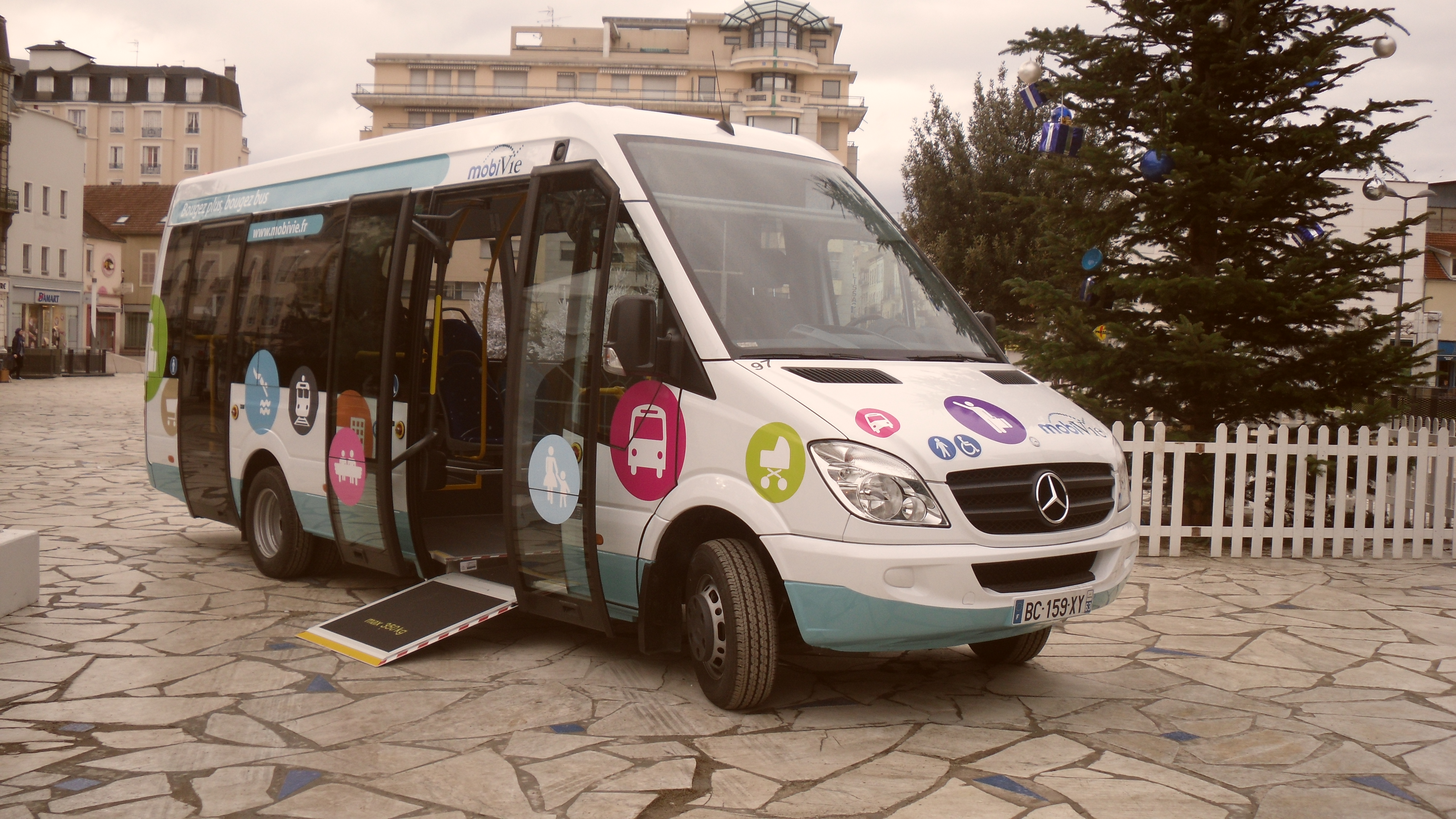
Mercedes Sprinter City 65 lors de l'inauguration du réseau.

Quatre bus électriques Bluebus, du constructeur breton Bolloré, ont été mis en service en novembre 2018. L'acquisition de ces véhicules rentre dans le cadre de l'électromobilité ; Vichy Communauté sera la première agglomération française à exploiter des bus électriques sept jours sur sept.
À la suite du changement de délégataire, le réseau a renouvelé son parc. Il disposait de dix-sept bus à la rentrée 2018 :
- quatre Bluebus (livraison en novembre 2018) ;
- huit midibus Heuliez GX 137 ;
- cinq Mercedes Sprinter City.

Bus du réseau de Vichy (époque Transdev)
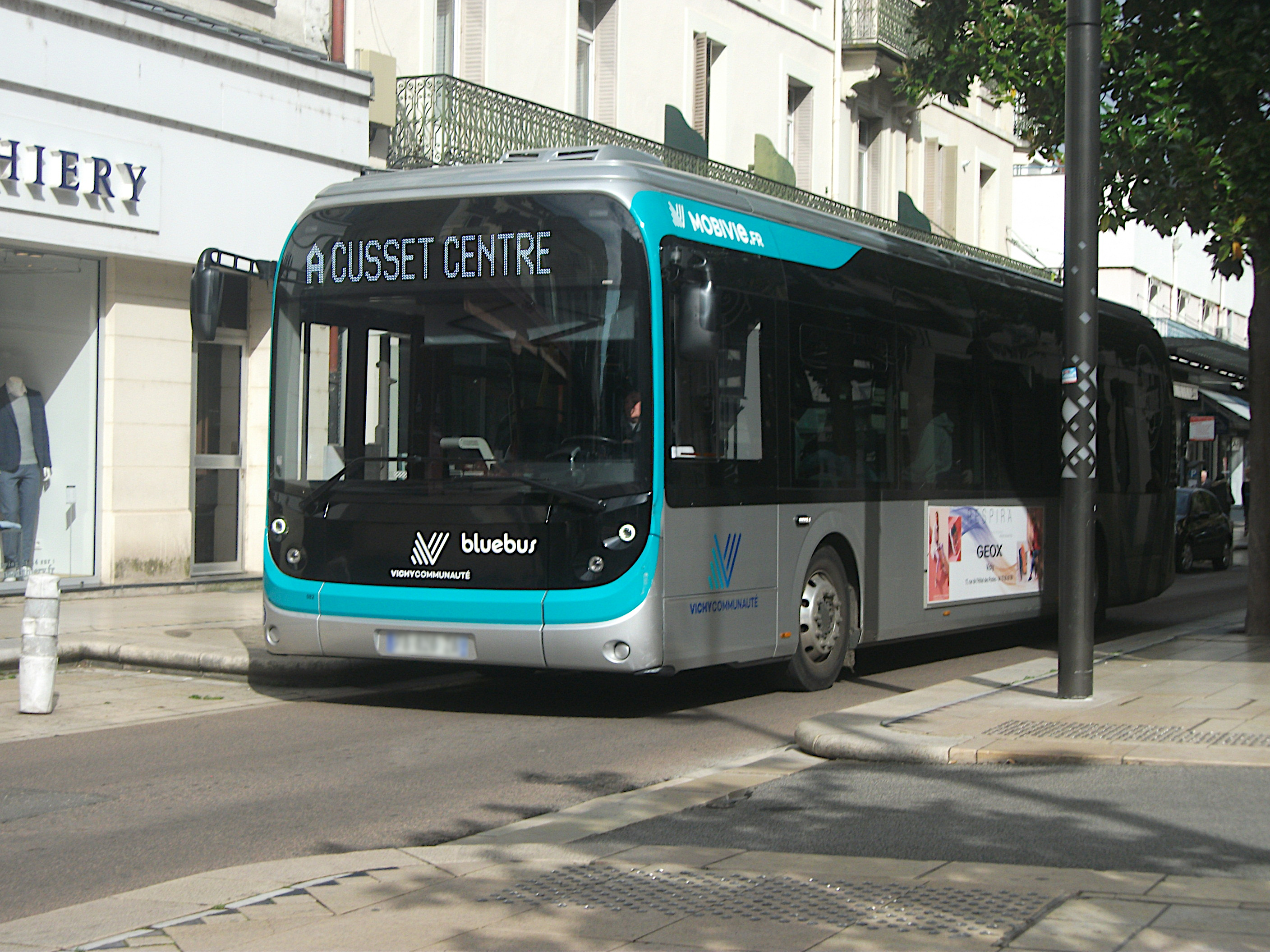
Bolloré Bluebus sur la ligne A (arrêt Clemenceau, Vichy).
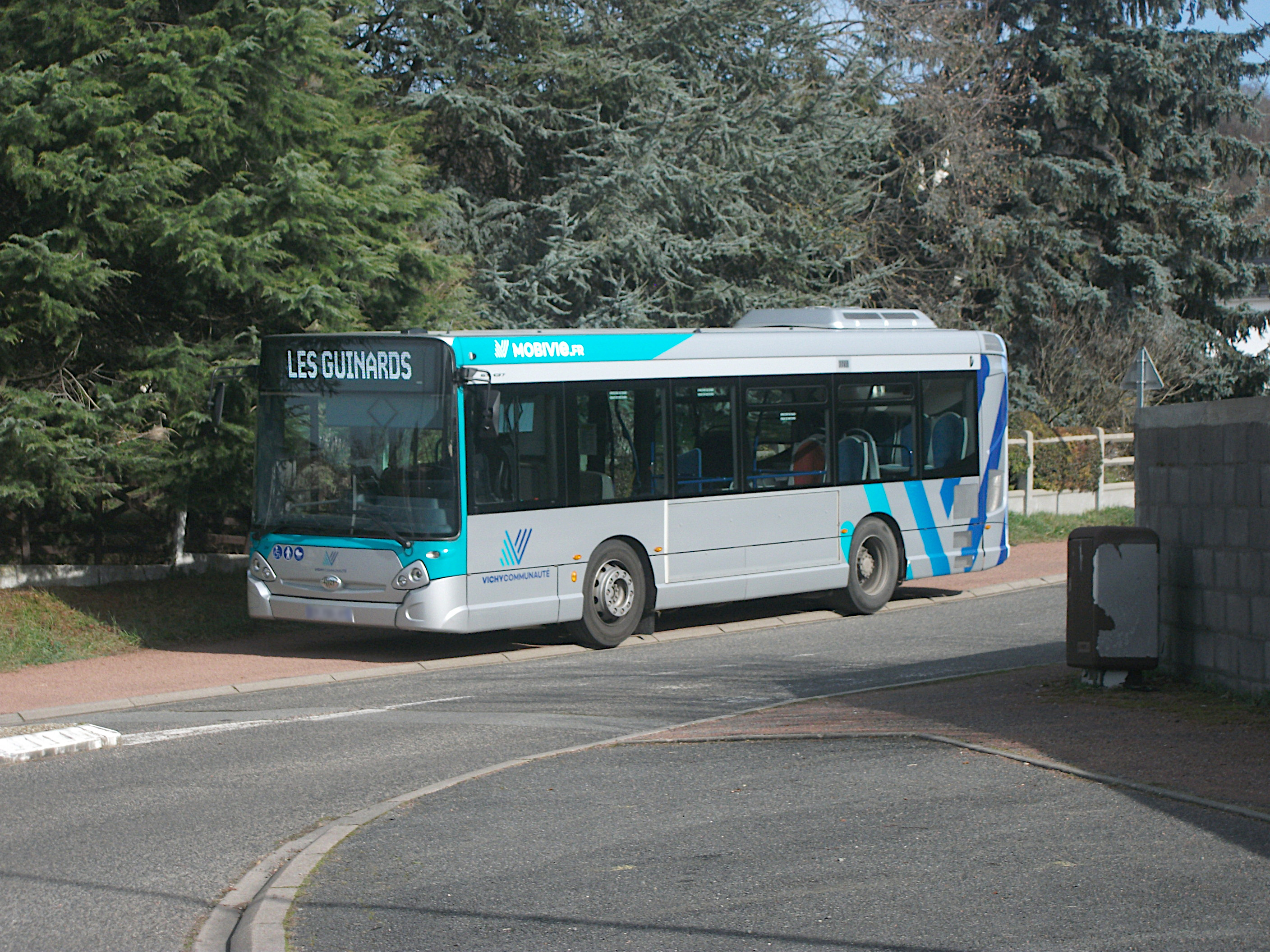
Heuliez GX 137 sur la ligne D (arrêt Les Biernets, Abrest).
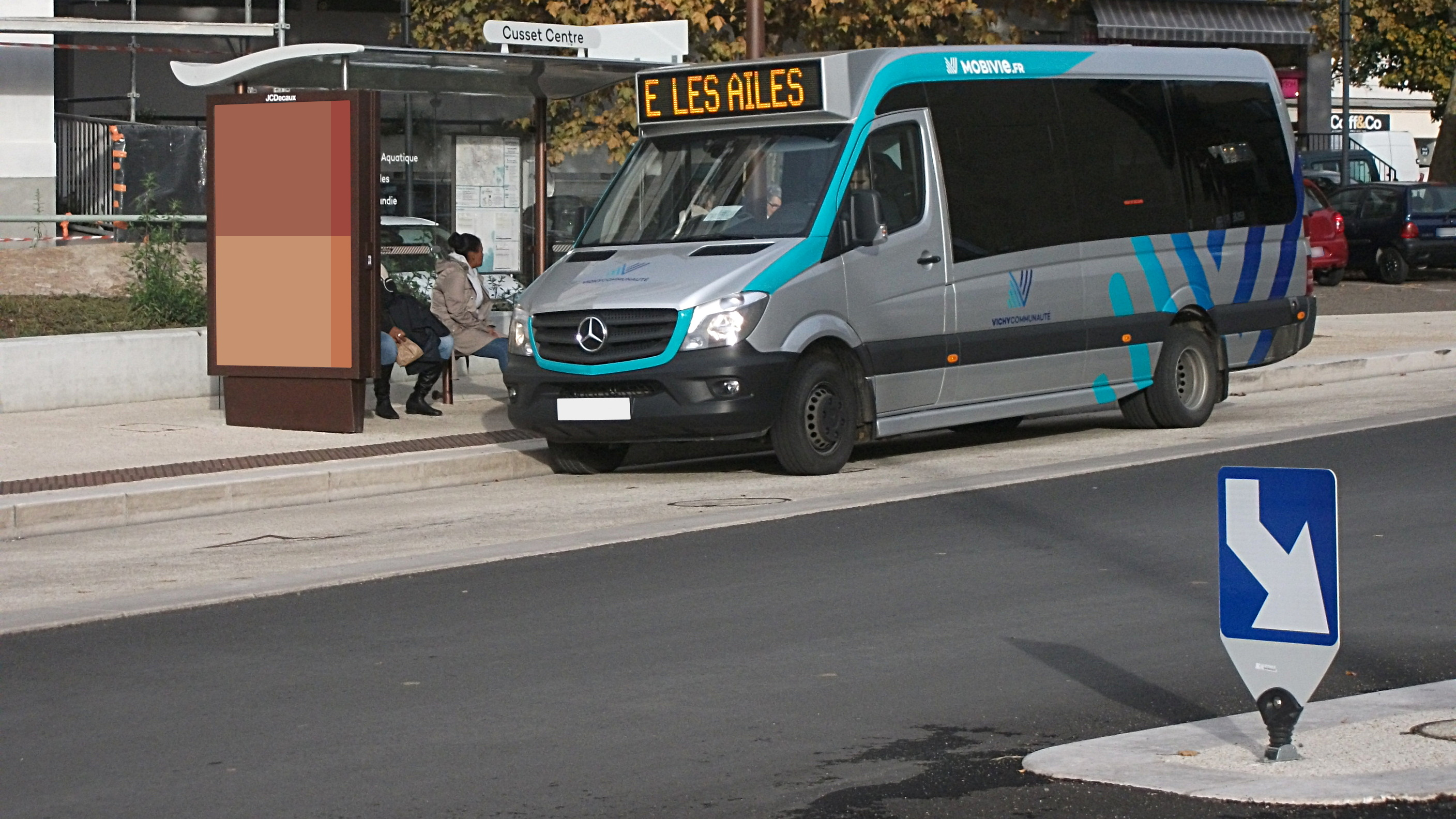
Mercedes Sprinter City sur la ligne E (arrêt Cusset Centre).

#### Tarification
Le réseau MobiVie dispose d'une large gamme tarifaire couvrant toutes les catégories de la population.

##### Système en vigueur de 2010 à 2018
Lors de son lancement en 2010, le ticket à l'unité était vendu 1 € plein tarif (en baisse par rapport à l'ancien réseau, où son coût était de 1,25 €) ou 0,80 € tarif réduit. Ces tickets étaient sur support cartonné. Il était aussi possible d'acheter ces tickets en carnet de 10 au kiosque MobiVie et chez les dépositaires au prix de 8,60 € plein tarif, à 7,80 € en tarif réduit.
L'offre de transport a été améliorée en 2011 avec la création du ticket journée (2,80 €).
Les abonnements se faisaient autrefois via une carte personnelle « Pass Bus » accompagnée d'un coupon valable un mois, aujourd’hui remplacé par la carte à puce. Il existe deux types d'abonnement mensuel : Tout public à 26,30 € et Jeunes au tarif réduit de 19 € ; ces abonnements sont disponibles au kiosque, à la gare et aux dépositaires.
En plus de ces abonnements, on retrouve des abonnements à tarif réduit ou gratuit (mensuel ou semestriel) pour les personnes âgées, les invalides de guerre, les demandeurs d'emploi. Un abonnement spécifique pour les personnes âgées de plus de 70 ans est aussi proposé depuis janvier 2011.
En 2011, le réseau a procédé à une refonte de sa tarification. Depuis le 4 avril 2011, les abonnements à coupon papier ont été remplacés par une carte à puce, en vente depuis le 14 mars 2011, reprenant sur un seul support tous les abonnements. Cette carte permet de charger plusieurs abonnements sur un seul et même support et possède une durée de vie de plusieurs années.
Le 5 septembre 2011, de nouveaux titres ont été mis à disposition des utilisateurs du réseau, dont le ticket journée : valable 24 heures après la première validation, il est rentable à partir du troisième voyage.
De nouveaux abonnements ont été mis en vente comme l'abonnement annuel jeunes et tout public, équivalant respectivement neuf et onze abonnements mensuels. Des abonnements mensuels intermodaux bus et TER pour les personnes possédant un abonnement TER SNCF (15 € pour les jeunes et 21 € en formule tout public), ainsi qu'un abonnement mensuel sénior tarif réduit et une carte de voyages à décompte sont aussi proposés.

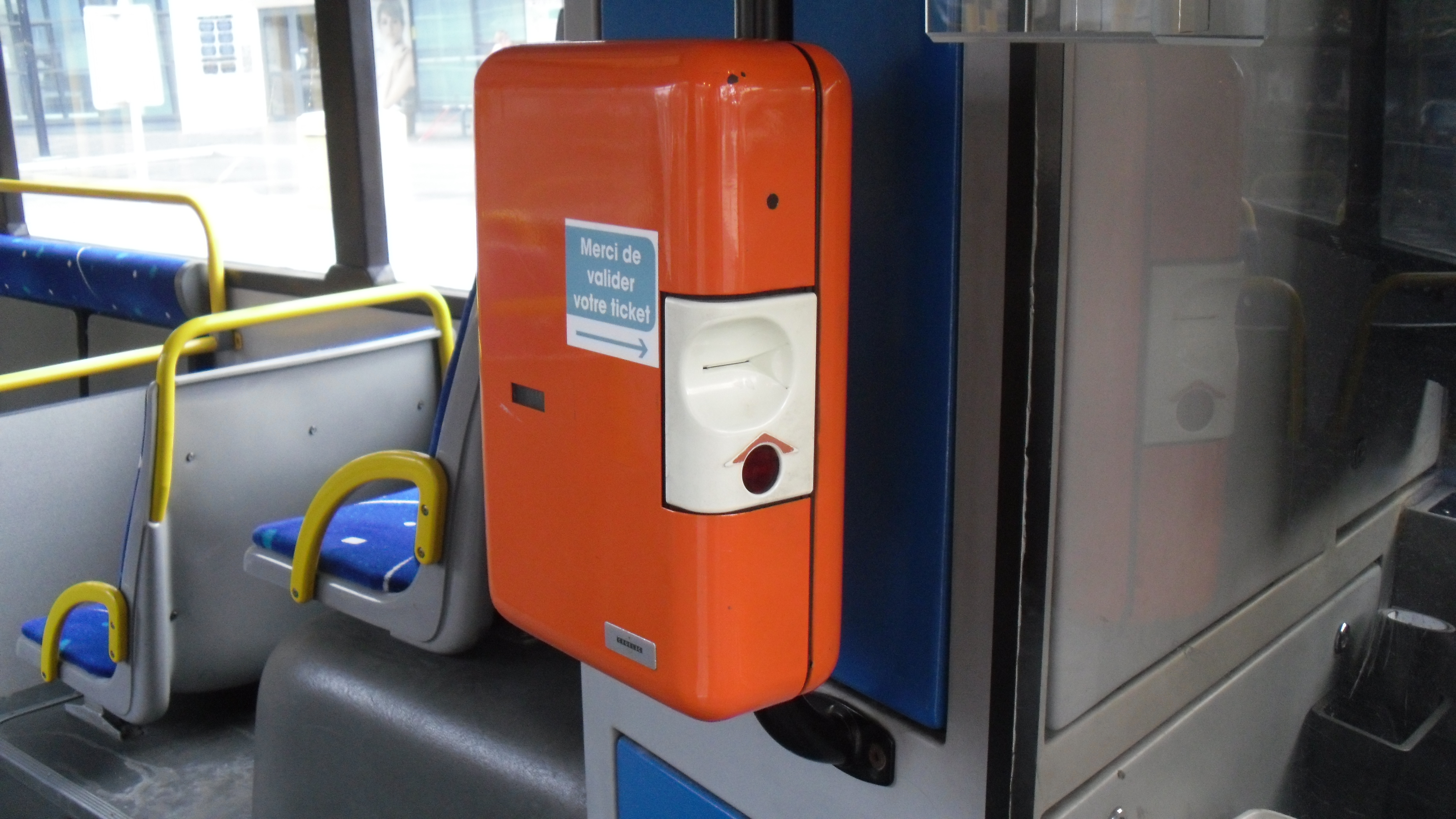
Ancien oblitérateur.
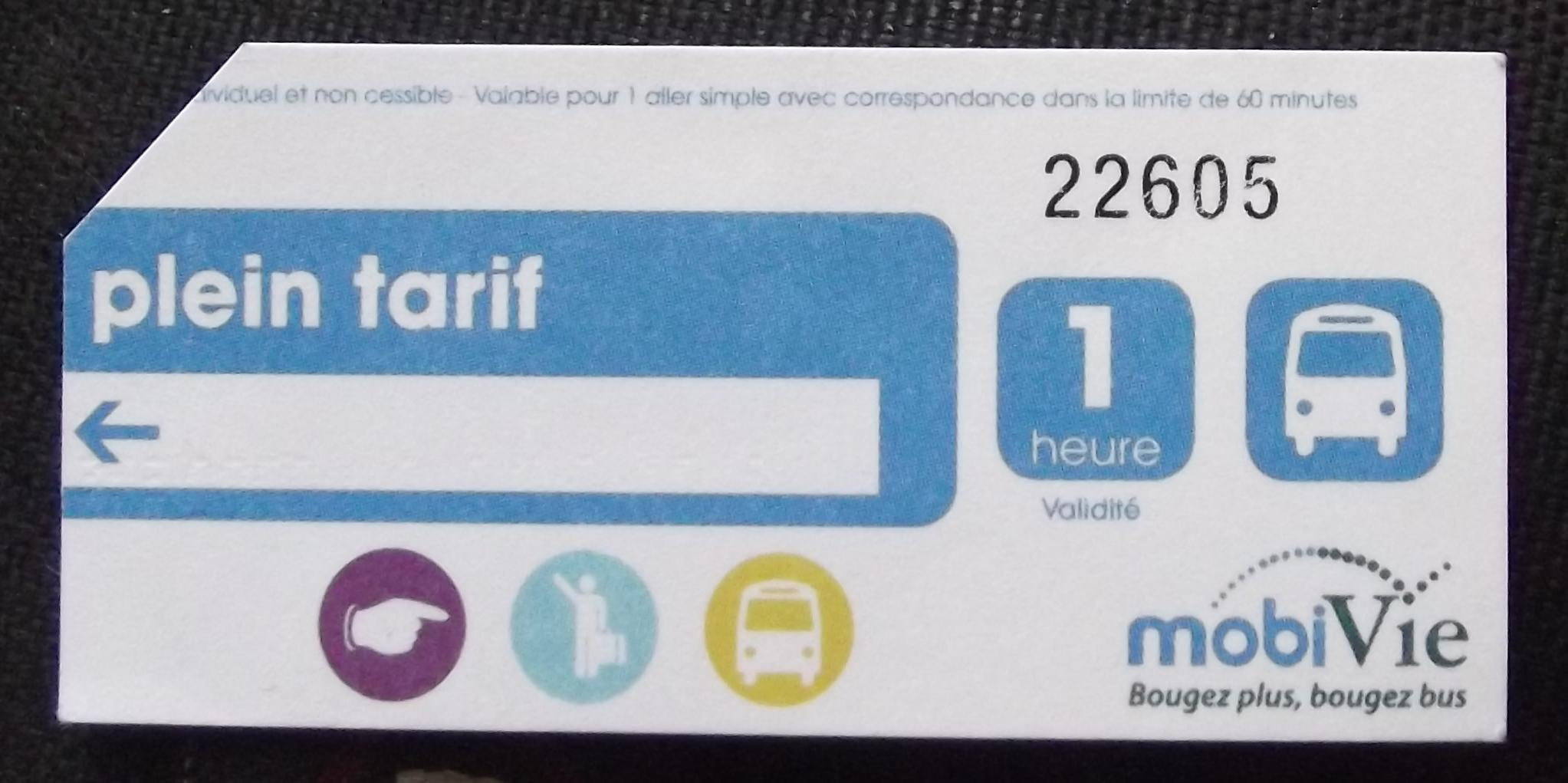
Ticket à l'unité plein tarif.
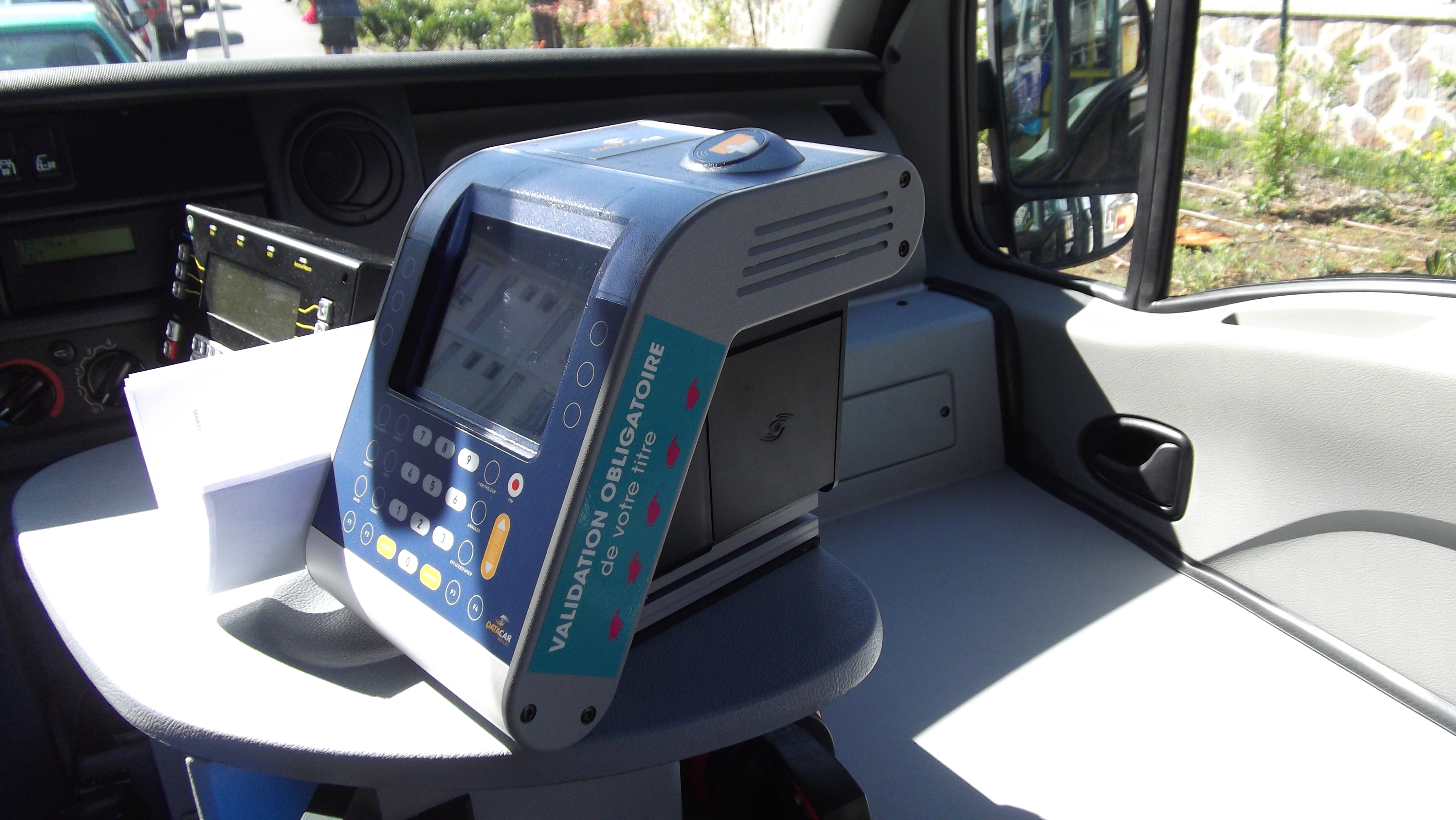
Nouveau valideur de tickets.
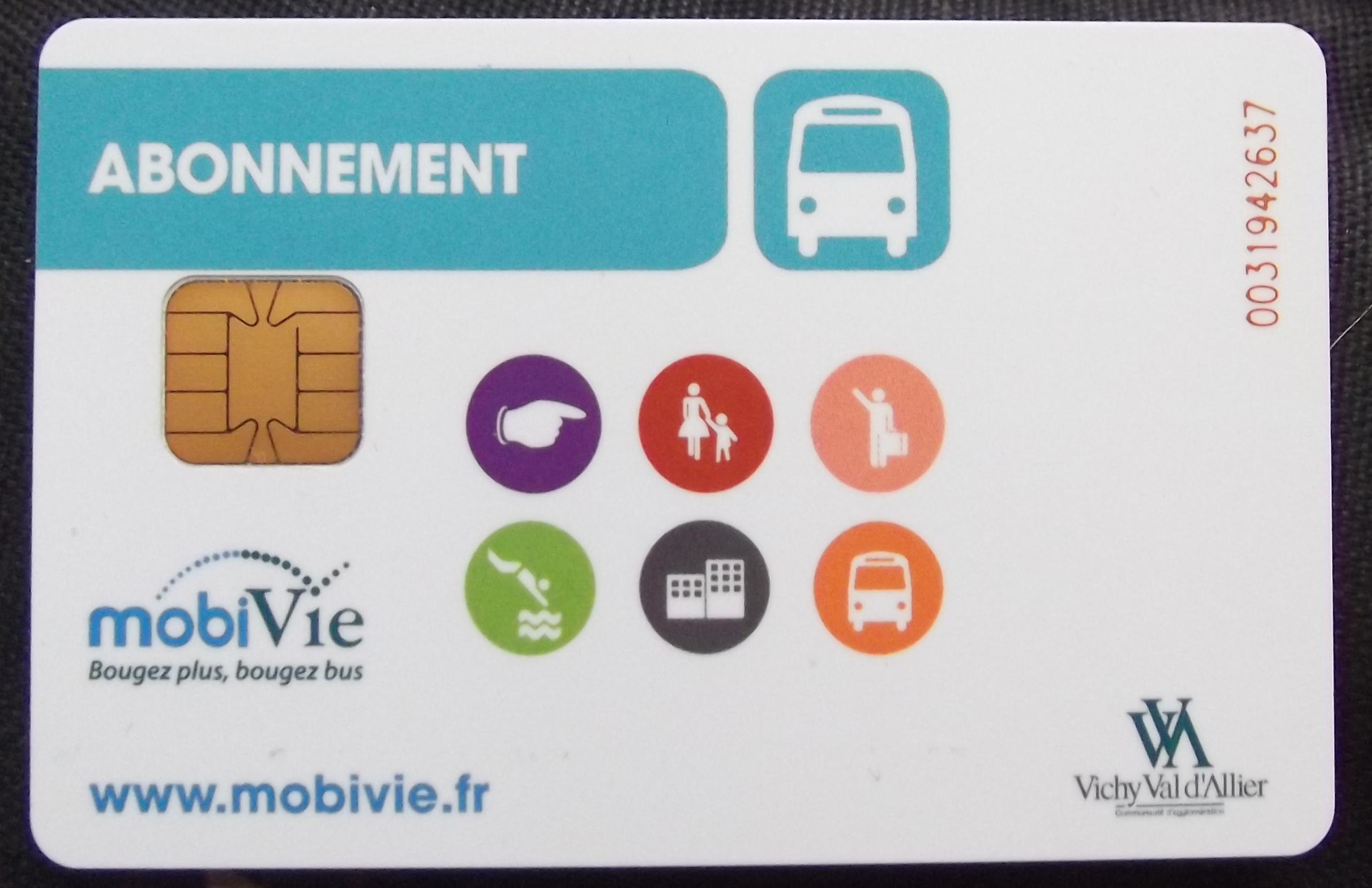
La carte à puce.
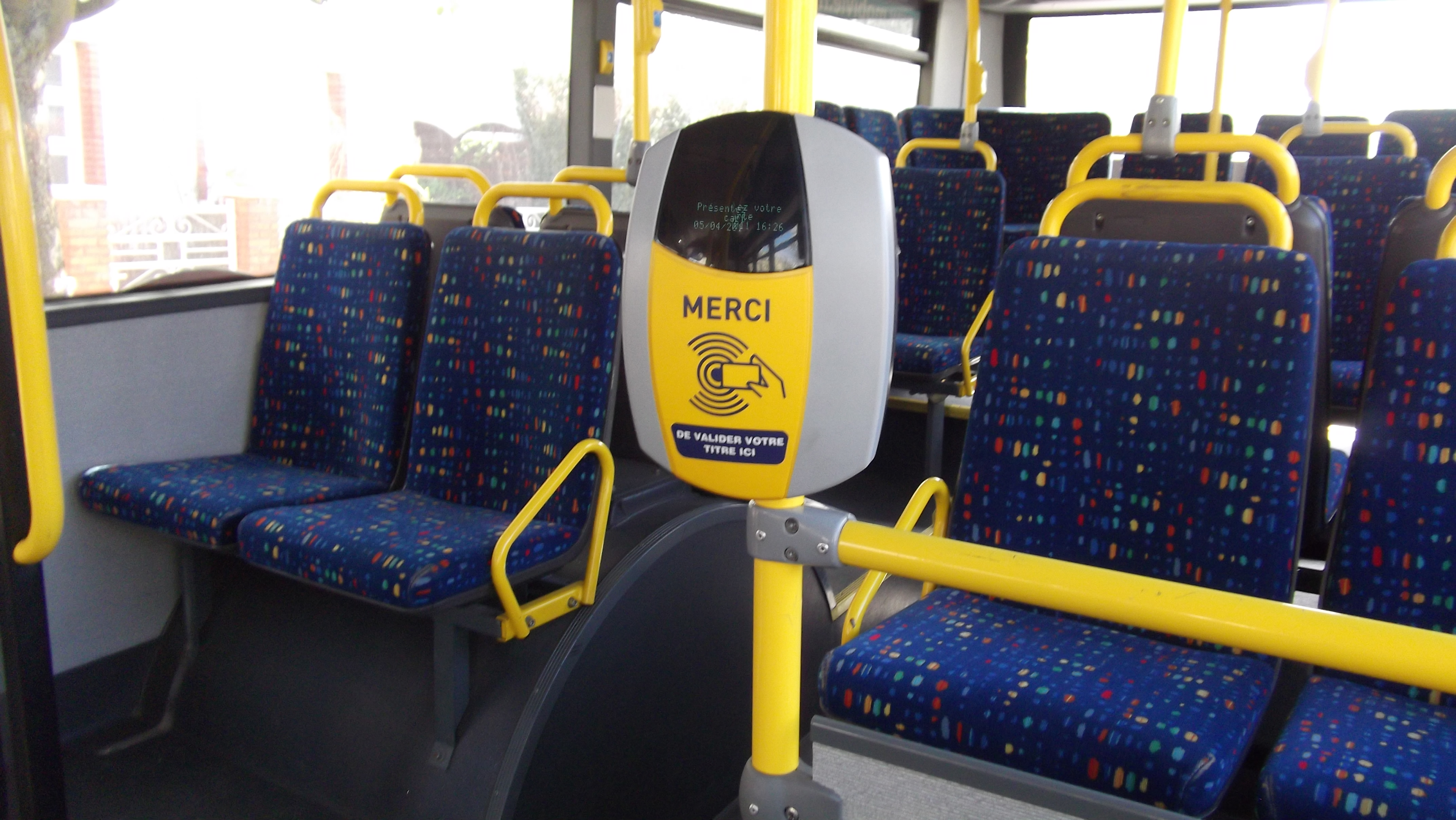
Valideur de carte à puce.

##### Système en vigueur depuis 2018
Depuis 2018 et l'exploitation du réseau par Transdev, l'offre est quasiment inchangée : tickets unité, journée, abonnements mensuel (tout public, scolaire, senior, intermodal) et annuel (tout public, scolaire).

##### Évolution de la tarification
Chaque année, le réseau urbain augmente le prix des tickets et des abonnements, notamment en raison de la hausse de la TVA.
| Titre\Année    | 2010   | 2011   | 2012   | 2013   | 2014   | 2015   | 2018   | 2019,  |
| -------------- | ------ | ------ | ------ | ------ | ------ | ------ | ------ | ------ |
| Ticket unité   | 1 €    | 1 €    | 1,10 € | 1,10 € | 1,15 € | 1,15 € | 1,15 € | 1,25 € |
| Dix voyages    | 8,60 € | 8,80 € | 9,10 € | 9,20 € | 9,40 € | 9,70 € | 10 €   | 10 €   |
| Ticket journée | —      | 2,80 € | 3 €    | 3,05 € | 3,15 € | 3,25 € | 3,40 € | 3,40 € |

#### Fréquentation du réseau
En 2011, la méthode de comptage du chiffre de fréquentation a été modifiée ; elle se fait à partir de la billettique.
| Année            | 2010  | 2011  | 2012  | 2013  | 2014  | 2018  | 2019  | 2020  | 2021  |
| ---------------- | ----- | ----- | ----- | ----- | ----- | ----- | ----- | ----- | ----- |
| Ancienne méthode | 1,601 | 1,644 |       |       |       |       |       |       |       |
| Nouvelle méthode |       | 1,093 | 1,112 | 1,188 | 1,282 | 1,205 | 1,172 | 0,772 | 0,904 |

En 2019, le réseau a enregistré 1 171 995 voyages, contre 1 172 097 en 2018 ; ce dernier chiffre n'inclut pas les doublages par les lignes scolaires qui étaient exploités par le même opérateur (1 205 902 voyages), ce qui n'est plus le cas avec Transdev.

## Transport à la demande
Outre le réseau urbain, Vichy Communauté propose aussi des services de transport à la demande à la disposition des habitants.

### MobiVie sur mesure
Créé en 2010 avec la refonte du réseau urbain, MobiVie sur mesure est un service à la demande proposé en complément des lignes de bus régulières, ouvert aux habitants d'Abrest, Creuzier-le-Vieux et Hauterive, ainsi que pour certains quartiers à faible fréquentation de Cusset et Bellerive-sur-Allier. Le service fonctionne du lundi au samedi et nécessite une réservation.
En plus du service à la demande classique, MobiVie sur mesure est complété par deux services de soirée : au départ de la gare SNCF du lundi au vendredi à deux horaires prédéfinis et à destination du stade aquatique les mardis et vendredis à trois horaires, à destination de Bellerive-sur-Allier (deux arrêts), Vichy (six arrêts) ou Cusset (trois arrêts).
Un troisième service complémentaire à la ligne G fonctionne le samedi pour les habitants d'Hauterive et de la rive gauche d'Abrest.
En 2019, MobiVie sur mesure a enregistré 6 216 courses et transporté 7 444 clients.

### Mobival et Mobil'hand

Logo de Mobival.

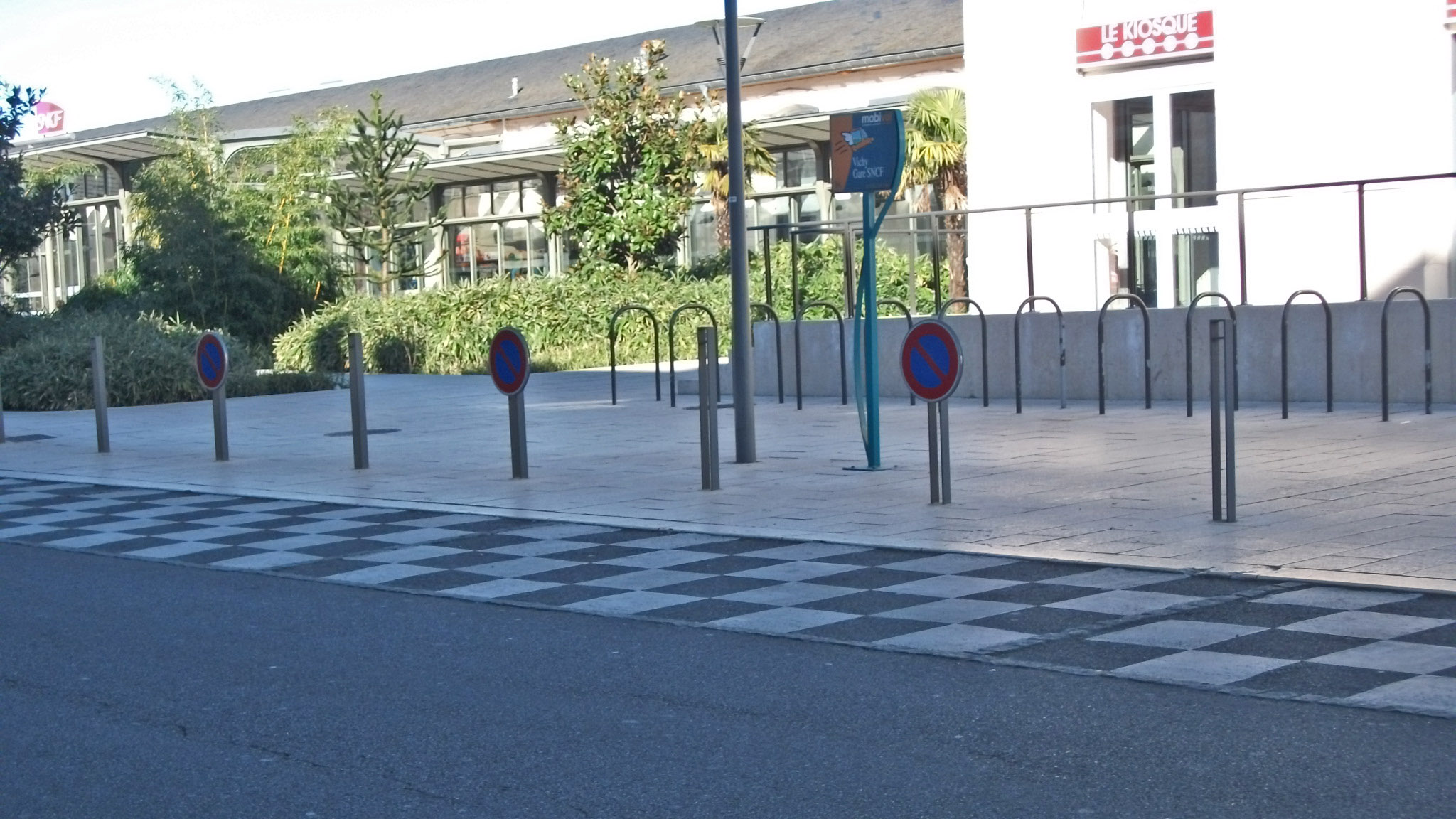
Arrêt Mobival « Gare SNCF ».

En dehors de MobiVie sur mesure, toutes les communes de l'ancienne communauté d'agglomération de Vichy Val d'Allier (ainsi que la commune de Saint-Pont) sont couvertes par le service Mobival. Il est composé de dix lignes :
- Brugheas – Vichy ;
- Serbannes – Vichy ;
- Cognat-Lyonne – Espinasse-Vozelle – Vichy ;
- Saint-Rémy-en-Rollat – Vichy ;
- Saint-Pont – Vendat – Charmeil – Vichy ;
- Billy – Saint-Germain-des-Fossés – Vichy ;
- Magnet – Seuillet – Creuzier-le-Neuf – Creuzier-le-Vieux – Vichy ;
- Bost – Vichy ;
- Le Vernet – Vichy ;
- Mariol – Busset – Vichy.

L'adhésion au service est gratuite et obligatoire. Un voyage coûte deux euros quelle que soit la distance. Cette tarification est plus avantageuse qu'un taxi. Mobival comptait 1 004 adhérents et a enregistré plus de 3 600 voyages en 2010.
Mobil'hand couvre toutes les communes de Vichy Val d'Allier (plus Saint-Pont) mais il est réservé aux personnes handicapées nécessitant l'usage d'un fauteuil roulant, d'un taux d'invalidité minimum de 80 % ou pour les personnes mal-voyantes accompagnés ou non par un chien.
Dans certains cas, l'accès à ce service est autorisé pour les personnes ne disposant pas suffisamment d'autonomie pour utiliser les réseaux MobiVie ou Mobival.
Il fonctionne de 6 h 30 à 20 h, 7 jours sur 7, y compris les jours fériés ; l'adhésion est gratuite comme pour Mobival.

### TAD de la Montagne bourbonnaise
Les quinze communes de l'ancienne communauté de communes de la Montagne bourbonnaise disposent de leur propre service de transport à la demande.

## Transport interurbain

### Sous la compétence de Vichy Communauté
La ligne F (Le Mayet-de-Montagne – Vichy) a été transférée à la communauté d'agglomération Vichy Communauté par délibération du conseil communautaire du 20 décembre 2017.

### Sous la compétence de la région

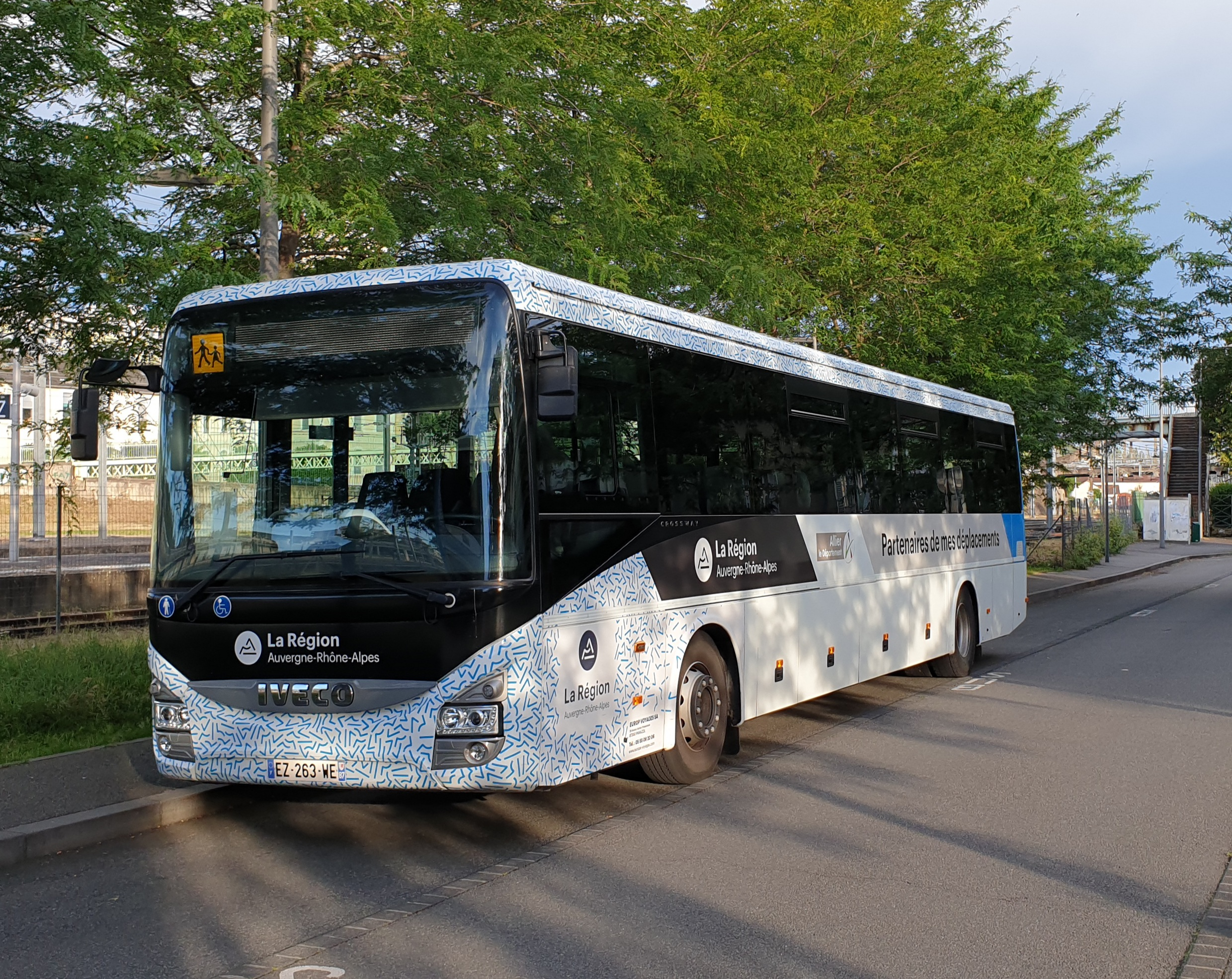
Un autocar de la région Auvergne-Rhône-Alpes en gare routière de Vichy.

Trois lignes du réseau interurbain Cars Région Allier, gérés par la région Auvergne-Rhône-Alpes depuis le 1er janvier 2021, desservent Vichy :
- ligne B02 : Montluçon – Vichy ;
- ligne B05 : Bellenaves – Chantelle – Vichy ;
- ligne B06 : Le Donjon – Lapalisse – Vichy.

S'y ajoutent également deux lignes du réseau interurbain Cars Région Puy-de-Dôme, déjà gérés par la région depuis le 1er juin 2020 :
- ligne P28 : Joze – Maringues – Vichy ;
- ligne P55 : Puy-Guillaume – Châteldon – Vichy.

Ces lignes desservent la gare SNCF de Vichy.

## Transport ferroviaire
Le territoire communautaire est également desservi par deux gares :
- celle de Vichy, desservie par les trains Intercités (relation de Paris à Clermont-Ferrand) et les TER Auvergne-Rhône-Alpes (relations vers Moulins, Lyon et Clermont-Ferrand) ;
- celle de Saint-Germain-des-Fossés, desservie par les trains Intercités (relation de Nantes et Tours à Lyon) et les TER Auvergne-Rhône-Alpes (relations vers Moulins, Lyon et Clermont-Ferrand).

À cette liste, il faut ajouter les six autres gares existant sur l'ancien périmètre de Vichy Val d'Allier (Billy, Cusset, Hauterive, Magnet, Saint-Rémy-en-Rollat et Saint-Yorre).

## Transport aérien
L'aéroport de Vichy-Charmeil est situé à 295 km au sud de Paris-Orly à vol d'oiseau et à cinq kilomètres au nord-nord-ouest de Vichy, sur le territoire communal de Charmeil, bien que les terrains appartiennent à la ville de Vichy. Il accueille des vols privés.
L'aéroport n'est pas desservi par les transports urbains tout comme l'ensemble de la commune de Charmeil.

## Transport fluvial
Des liaisons fluviales entre la Rotonde (rive droite, commune de Vichy) et la Marina (rive gauche de l'Allier, commune de Bellerive-sur-Allier) sont opérationnelles depuis 1963, année des travaux d'aménagement des berges de l'Allier (avec la démolition de la passerelle des courses et la création du pont de l'Europe). La traversée a été assurée par :
- « Le Cygne » (de 1963 à 1986) : elle fut la première navette en service, pouvant transporter 40 à 50 personnes[34] ;
- « La Mouette » (de 1986 à 2009) : cette navette a été victime d'une dégradation du polyester à la suite d'un orage survenu fin avril 2009[34] ;
- « La Mouette II » (depuis le 17 mai 2010) : construite par une entreprise de Saône-et-Loire, elle remplace l'ancienne navette qui n'a pas pu être réparée par la ville en raison d'un coût trop important de réfection[34]. Le bateau est accessible aux personnes à mobilité réduite, aux poussettes et aux vélos. En 2016, « La Mouette II » a transporté plus de 35 000 passagers[35].

La navette fonctionne essentiellement durant la période estivale. Une autre liaison est assurée les jours de course à l'hippodrome, avec la navette « Le Mirage II », reliant la Rotonde à une nouvelle entrée de l'hippodrome.
Ces navettes ne sont pas intégrées au réseau de transport urbain.